# Politique dans les Côtes-d'Armor

## Histoire politique et rapports de force

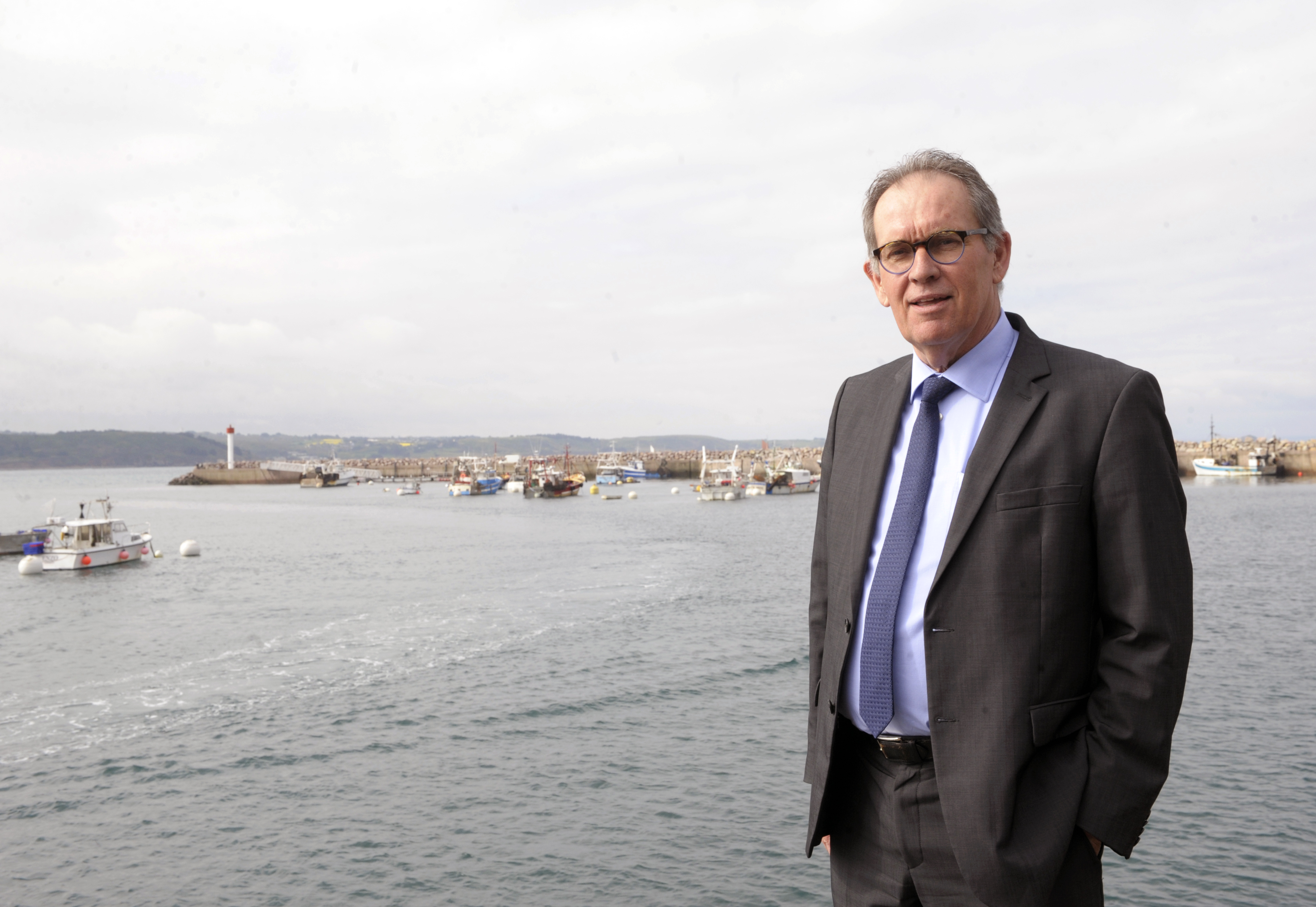
Alain Cadec (LR), président du conseil départemental de 2015 à 2020 et sénateur depuis 2020.

Le conseil général fut longtemps présidé par René Pleven (1948-1976). Ce dernier, au départ membre de l’UDSR, parti de centre gauche où a débuté un certain François Mitterrand, a peu à peu évolué vers le centre droit. Il fut deux fois Président du Conseil sous la IVe République. Le radical trégorrois Pierre Bourdellès incarnait aussi cette tendance politique sous la IVe et les débuts de la Ve République.
Le basculement précoce de ce département à gauche s’explique entre autres par la tradition anticléricale du Trégor, la tradition contestataire de la Cornouaille (lieu de la Révolte des Bonnets rouges) et le retour au pays de Bretons montés à Paris et convertis au marxisme durant leur séjour dans la capitale[réf. nécessaire]. La Seconde Guerre mondiale, et la résistance, ont également aidé l’implantation du Parti communiste.
Un département ancré à gauche
Le conseil général a basculé au profit du Parti socialiste en 1976. Il fut présidé par Charles Josselin, plusieurs fois membre du gouvernement, auquel succéda Claudy Lebreton en 1997. Ce dernier a été par ailleurs président de l’Assemblée des départements de France de 2004 à 2015.
Aux élections présidentielles, le département a majoritairement voté à gauche pour la première fois en 1974, et a depuis toujours donné la majorité de ses voix au candidat socialiste (à l’exception de 2002, où Lionel Jospin est éliminé dès le premier tour). En 2007, Ségolène Royal y a obtenu 55,53 % des suffrages et en 2012, François Hollande y a recueilli 59,19 %.
Aux élections législatives, le département est divisé en cinq circonscriptions : Saint-Brieuc (1re), Dinan (2e), Lamballe-Loudéac (3e), Guingamp (4e) et Lannion-Paimpol (5e).

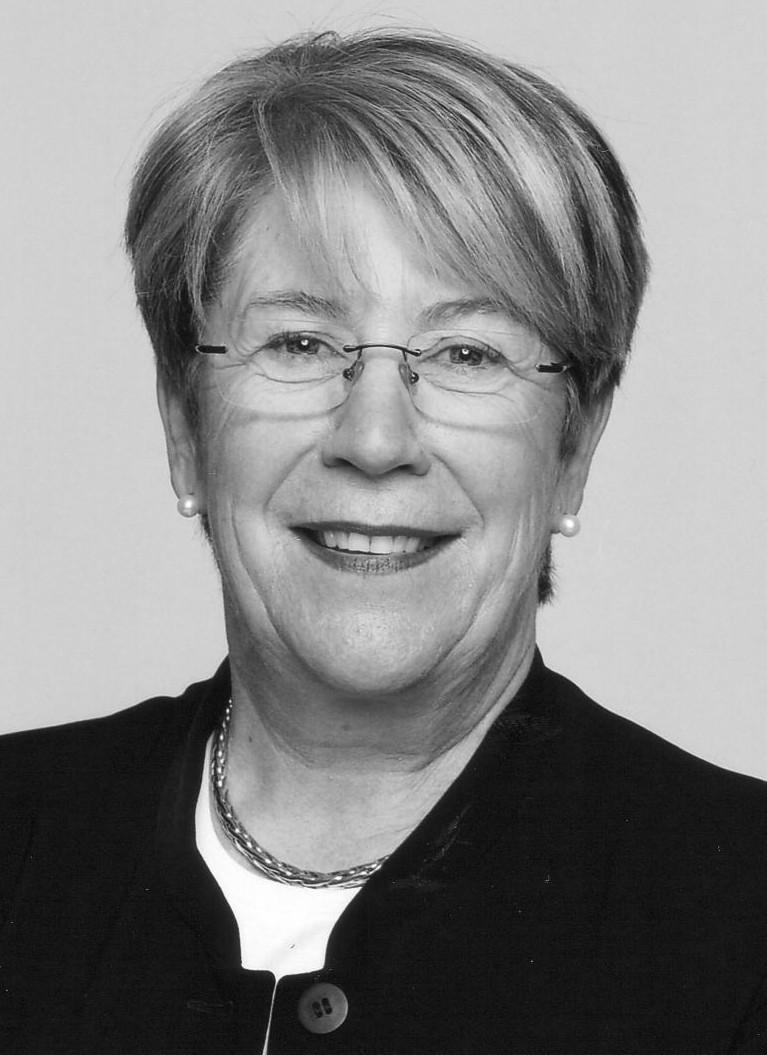
Danielle Bousquet, députée de la 1re circonscription de 1997 à 2012.

La circonscription de Saint-Brieuc a longtemps été très incertaine, avec des victoires de la gauche en 1958, 1967 et 1973 et de la droite en 1962, 1968 et 1978. Elle s’est depuis ancrée à gauche, avec les députés socialistes Yves Dollo, Danielle Bousquet et Michel Lesage, à l’exception de la victoire du RPR Christian Daniel en 1993. Le nombre important de fonctionnaires dans la ville-préfecture est une des explications de cet ancrage.[réf. nécessaire]
La circonscription de Dinan a un électorat centriste et modéré. Elle fut le siège de René Pleven puis du socialiste modéré Charles Josselin. Jean Gaubert (de 2002 à 2012) et Viviane Le Dissez (de 2012 à 2017) lui succédèrent.
La circonscription de Lamballe-Loudéac se distingue par sa stabilité, n’ayant eu que trois députés depuis les débuts de la IVe République : Marie-Madeleine Dienesch (centriste progressivement ralliée au gaullisme), Didier Chouat (PS) puis actuellement Marc Le Fur (RPR puis UMP-LR, élu depuis 2002). C’est une circonscription très marquée par le monde rural, agricole et agroalimentaire.
La circonscription de Guingamp est très marquée à gauche, ayant même élu à plusieurs reprises des députés communistes. La dernière victoire législative de la droite remonte à 1993, avec le RPR Daniel Pennec. Annie Le Houérou, élue en 2012 sous l'étiquette divers gauche (socialiste dissidente qui fut réintégrée au PS deux ans plus tard), a succédé à Marie-Renée Oget, députée socialiste de 2002 à 2012. Cette prépondérance de la gauche est liée à l’histoire locale, notamment lors du dernier conflit mondial[réf. nécessaire].
La circonscription de Lannion-Paimpol est partagée entre un Trégor (secteur de Lannion) nettement à gauche à l’exception de Perros-Guirec et un Goëlo (autour de Paimpol, Plouha et Etables-sur-Mer) qui se donne plus facilement à la droite[réf. nécessaire]. La dernière victoire de la droite remonte à 1993, avec l’UDF Yvon Bonnot. De 2007 à son décès en 2017, Corinne Erhel (PS) en fut sa députée.
Aux élections sénatoriales, la gauche est toujours fortement majoritaire au sein du collège des grands électeurs, et le département compte régulièrement trois sénateurs de gauche sur trois. En 2014, la droite obtient cependant un siège. Au cours de cette législature, les sénateurs costarmoricains sont Yannick Botrel (PS), Christine Prunaud (PCF) et Michel Vaspart (LR).

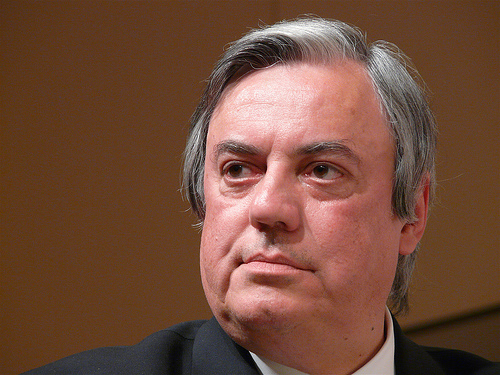
Bruno Joncour, maire de Saint-Brieuc entre 2001 et 2017.

Jusqu'en mars 2014, une grande majorité des municipalités de plus de 2 500 habitants était à gauche mais on a assisté à un rééquilibrage des forces politiques à l'issue de ce scrutin.
La ville-préfecture, Saint-Brieuc, a été tenue par la gauche de 1962 à 2001, avant de basculer à la surprise générale[réf. nécessaire] au profit de Bruno Joncour (UDF puis MoDem), largement réélu en 2008 et 2014. Il cède ses fonctions à Marie-Claire Diouron (UDI) en 2017 après son élection comme député dans la 1re circonscription. En 2020, l'union de la gauche reprend la ville avec la victoire d'Hervé Guihard, membre de Place publique.
La seconde ville du département, Lannion, est dirigée par le PS depuis 1989. Le maire actuel est Paul Le Bihan. Les principales autres villes socialistes du département sont Lamballe-Armor (Philippe Hercouët), Plérin (Ronan Kerdraon), Trégueux (Christine Métois), Paimpol (Fanny Chappé) et Guingamp (Philippe Le Goff). Europe Écologie Les Verts dirige les communes de Binic-Étables-sur-Mer, Plouézec et Rostrenen tandis que le PCF tient la mairie de Ploufragan avec Rémy Moulin.
Le centre détient notamment les communes de Dinan (Didier Lechien, UDI puis Horizons), Loudéac (Bruno Le Bescaut, LREM) et Langueux (Richard Haas, UDI) et la droite, les municipalités de Pordic (Joël Batard, DVD), Perros-Guirec (Erven Leon, DVD) et Plédran (Stéphane Briend, DVD).
Une bascule à droite historique
Lors des élections départementales de 2015, l'union de la droite et du centre remporta 17 cantons (remaniés lors du redécoupage cantonal de 2014) sur 27. Cette large victoire a été un véritable séisme dans le paysage politique costarmoricain puisque les Côtes-d'Armor étaient surnommées « le département en haut à gauche » Dans le détail, le conseil départemental compte alors 16 élus divers droite, 9 LR et 7 UDI qui forment la majorité, 11 socialistes, 5 communistes, 5 divers gauche et 3 non-inscrits.
Les élections présidentielles et législatives de 2017 ont bouleversé les équilibres dans les Côtes-d'Armor. La gauche socialiste s'écroule puisque Benoît Hamon, candidat investi par le Parti socialiste, réunit seulement 8,60 % des voix dans le département (soit 24 points de moins qu'en 2012). Le PS a été supplanté par La France insoumise et son candidat Jean-Luc Mélenchon qui dépasse les 20 % et se classe en deuxième position au niveau départemental derrière Emmanuel Macron (27,99 %). Au second tour, le président d'En Marche ! recueille 73,47 % des suffrages contre 26,53 % pour la représentante du Front national.
Au scrutin législatif, la majorité présidentielle confirme les résultats électoraux obtenus lors de la présidentielle. La République en Marche et le Mouvement démocrate remportent ainsi 4 sièges sur 5 (trois pour LREM et un pour le MoDem). Les socialistes perdent donc leurs quatre circonscriptions tandis que Les Républicains conservent leur unique député départemental avec la réélection de Marc Le Fur.
On assiste cependant à un coup d’arrêt pour LREM lors des scrutins municipaux et sénatoriaux de 2020. Aux municipales, si le parti présidentiel conserve Loudéac et Louannec, il est largement battu dans les communes où des listes macronistes se présentent, comme Saint-Brieuc, Lannion, Lamballe-Armor ou Pordic. Aux sénatoriales, les équilibres ne sont pas bouleversés mais trois nouveaux sénateurs font leur entrée au Palais du Luxembourg : Alain Cadec (LR, qui cède la présidence du conseil départemental à Romain Boutron), Gérard Lahellec (PCF) et Annie Le Houérou (PS).
Un département à nouveau dirigé par la gauche
En 2021, à l'issue des élections départementales, la gauche redevient majoritaire : l'alliance Toutes & tous Côtes-d'Armor, réunissant le Parti socialiste, le Parti communiste français, Europe Écologie Les Verts, Génération.s, Nouvelle Donne, Place publique et Ensemble sur nos territoires (EsnT) remporte 38 sièges sur 54 contre 16 pour l'alliance LR-UDI Les Côtes-d'Armor au cœur. Le 1er juillet 2021, le socialiste Christian Coail (canton de Callac) est élu président du conseil départemental.
Lors des scrutins de 2022 (présidentiel et législatifs), la majorité macroniste résiste : le président sortant Emmanuel Macron vire en tête lors du premier tour de la présidentielle en recueillant 31,02 % des suffrages contre 21,79 % pour la candidate du Rassemblement national Marine Le Pen et 20,26 % pour le leader de l'Union populaire Jean-Luc Mélenchon. Au second tour, le président Macron remporte 62,90 % des voix, en recul par rapport à 2017. Aux législatives, on observe une certaine stabilité : les députés sortants Hervé Berville (LREM, 2e), Marc Le Fur (LR, 3e) et Éric Bothorel (LREM, 5e) sont réélus et Mickaël Cosson (MoDem, 1re) permet à la majorité présidentielle de conserver la circonscription de Saint-Brieuc. Seul changement notable, l'élection de l'insoumise Murielle Lepvraud dans la circonscription de Guingamp.

## Représentation politique et administrative

### Préfets et arrondissements

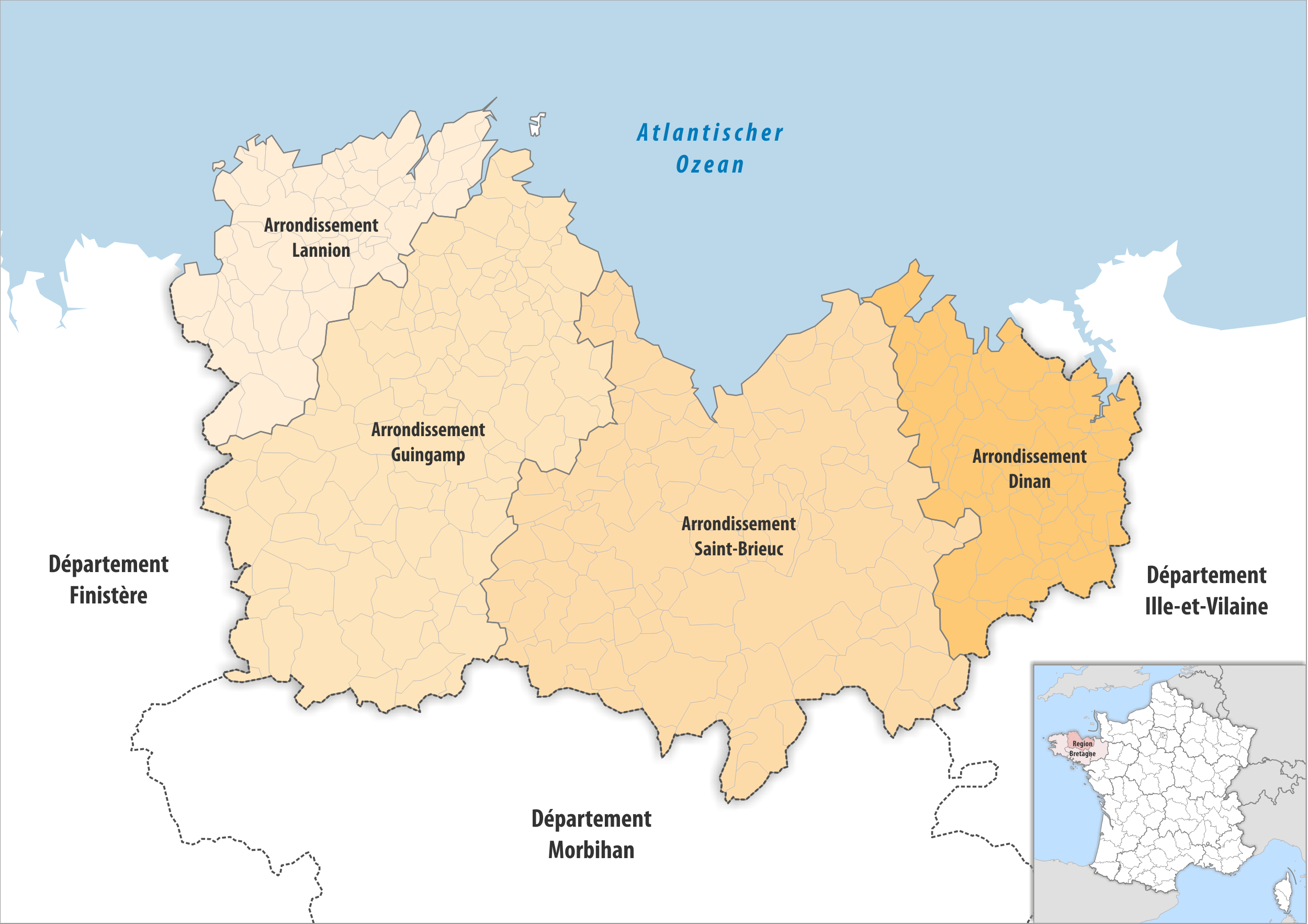
Carte des arrondissements des Côtes-d'Armor en 2019.

Le département des Côtes-d'Armor est découpé en quatre arrondissements regroupant les cantons suivants :
- Arrondissement de Dinan : 
Broons, Caulnes, Collinée, Dinan-Est, Dinan-Ouest, Évran, Jugon-les-Lacs, Matignon, Merdrignac, Plancoët, Plélan-le-Petit, Ploubalay.
- Arrondissement de Guingamp : 
Bégard, Belle-Isle-en-Terre, Bourbriac, Callac, Gouarec, Guingamp, Maël-Carhaix, Mûr-de-Bretagne, Plouagat, Pontrieux, Rostrenen, Saint-Nicolas-du-Pélem.
- Arrondissement de Lannion : 
Plestin-les-Grèves, Lézardrieux, Perros-Guirec, Plestin-les-Grèves, Plouaret, La Roche-Derrien, Tréguier.
- Arrondissement de Saint-Brieuc : 
Châtelaudren, La Chèze, Corlay, Étables-sur-Mer, Lamballe, Langueux, Lanvollon, Loudéac, Moncontour, Paimpol, Pléneuf-Val-André, Plérin, Plœuc-sur-Lié, Ploufragan, Plouguenast, Plouha, Quintin, Saint-Brieuc-Nord, Saint-Brieuc-Ouest, Saint-Brieuc-Sud, Uzel.

Depuis le redécoupage cantonal de 2014, un canton peut comprendre des communes issues de plusieurs arrondissements. Sept cantons sont concernés par cette situation : Bégard, Guingamp, Lamballe, Plélo, Plénée-Jugon, Pléneuf-Val-André et Plouha.
|              | Identité       | Circonscription administrative | Anciennes fonctions                                                       |
| ------------ | -------------- | ------------------------------ | ------------------------------------------------------------------------- |
| Préfet       | Stéphane Rouvé | Côtes-d'Armor                  | Préfet de l'Aube                                                          |
| Sous-préfets | Bernard Musset | Arr. de Dinan                  | Sous-préfet de Péronne et de Montdidier                                   |
| Sous-préfets | Serge Delrieu  | Arr. de Guingamp               | Sous-préfet de Pontarlier                                                 |
| Sous-préfets | Thomas Odinot  | Arr. de Lannion                | Sous-préfet hors classe, secrétaire général de la préfecture de la Lozère |

### Députés et circonscriptions législatives
Depuis le découpage électoral de 1986, le département des Côtes-d'Armor comprend cinq circonscriptions regroupant les cantons suivants :
- 1re circonscription : Châtelaudren, Langueux, Plérin, Ploufragan, Saint-Brieuc-Nord, Saint-Brieuc-Ouest, Saint-Brieuc-Sud.
- 2e circonscription : Broons, Caulnes, Dinan-Est, Dinan-Ouest, Évran, Matignon, Plancoët, Plélan-le-Petit, Pléneuf-Val-André, Ploubalay.
- 3e circonscription : La Chèze, Collinée, Corlay, Jugon-les-Lacs, Lamballe, Loudéac, Merdrignac, Moncontour, Mûr-de-Bretagne, Plœuc-sur-Lié, Plouguenast, Quintin, Uzel.
- 4e circonscription : Bégard, Belle-Isle-en-Terre, Bourbriac, Callac, Gouarec, Guingamp, Lanvollon, Maël-Carhaix, Plestin-les-Grèves, Plouagat, Plouaret, Rostrenen, Saint-Nicolas-du-Pélem.
- 5e circonscription : Étables-sur-Mer, Lannion, Lézardrieux, Paimpol, Perros-Guirec, Plouha, Pontrieux, La Roche-Derrien, Tréguier.

Députés des Côtes-d'Armor depuis 2024.

| Circ. | Nom               |  | Parti | Groupe                      | Suppléant                 |
| ----- | ----------------- |  | ----- | --------------------------- | ------------------------- |
| 1re   | Mickaël Cosson    |  | MoDem | Les Démocrates              | Jeanne-Noëlle Lamour      |
| 2e    | Hervé Berville    |  | RE    | Ensemble pour la République | Chantal Bouloux           |
| 3e    | Corentin Le Fur   |  | LR    | Droite républicaine         | Stéphane de Sallier Dupin |
| 4e    | Murielle Lepvraud |  | LFI   | La France insoumise         | Tangui Kazumba            |
| 5e    | Éric Bothorel     |  | RE    | Ensemble pour la République | Katell Le Gall            |

### Sénateurs
Lors des élections sénatoriales de 2020, trois sénateurs ont été élus dans le département :
|  | Identité         | Étiquette | Groupe    | Autres mandats (passés ou actuels)                                                                                        |
|  | ---------------- | --------- | --------- | --- |
|  | Alain Cadec      | LR        | LR (app.) | Conseiller départemental du canton de Plérin (2015 → ) Président du conseil départemental des Côtes-d'Armor (2015 → 2020) |
|  | Gérard Lahellec  | PCF       | CRCE      | Conseiller régional de Bretagne (1994 → ) Vice-président du conseil régional de Bretagne (2004 → 2020)                    |
|  | Annie Le Houérou | PS        | SER       | Maire de Guingamp (2008 → 2014) Députée de 4e circonscription des Côtes-d'Armor (2012 → 2017)                             |

### Conseillers régionaux
Le conseil régional de Bretagne compte 83 membres élus pour six ans dont 17 représentant les Côtes-d'Armor (soit un de plus qu'en 2015). Dans le détail, la liste d'union de la gauche « La Bretagne avec Loïg » a obtenu 8 sièges, l'union de la droite (« Hissons haut la Bretagne ») 3, l'union à gauche avec des écologistes (« Bretagne d'avenir »), l'union du centre (« Nous la Bretagne ») et le Rassemblement national (« Une Bretagne forte ») 2 chacun.
| Fanny Chappé              |  | PS     | 01 | Union de la gauche                  | Bretagne démocrate sociale et écologiste                   |
| Arnaud Lécuyer *          |  | PS     | 02 | Union de la gauche                  | Bretagne démocrate sociale et écologiste                   |
| Gaby Cadiou               |  | DVG    | 03 | Union de la gauche                  | Communistes et progressistes                               |
| Arnaud Toudic             |  | ECO    | 04 | Union de la gauche                  | Bretagne ma vie                                            |
| Gaëlle Nique              |  | PS     | 05 | Union de la gauche                  | Bretagne démocrate sociale et écologiste                   |
| Guillaume Robic           |  | DVG    | 06 | Union de la gauche                  | Bretagne démocrate sociale et écologiste                   |
| Adeline Yon-Berthelot     |  | DVG    | 07 | Union de la gauche                  | Bretagne démocrate sociale et écologiste                   |
| Philippe Hercouët         |  | PS     | 08 | Union de la gauche                  | Bretagne démocrate sociale et écologiste                   |
| Marc Le Fur               |  | LR     | 01 | Union de la droite                  | Hissons haut la Bretagne - Droite, centre et régionalistes |
| Véronique Méheust         |  | LR     | 02 | Union de la droite                  | Hissons haut la Bretagne - Droite, centre et régionalistes |
| Stéphane de Sallier Dupin |  | LR     | 03 | Union de la droite                  | Hissons haut la Bretagne - Droite, centre et régionalistes |
| Valérie Tabart            |  | EB     | 01 | Union à gauche avec des écologistes | Breizh a-gleiz - Autonomie, écologie, territoires          |
| Nil Caouissin             |  | UDB    | 02 | Union à gauche avec des écologistes | Breizh a-gleiz - Autonomie, écologie, territoires          |
| Olivier Allain *          |  | RE-TdP | 01 | Union du centre                     | Bretagne centre gauche                                     |
| Stéphanie Stoll           |  | DVC    | 02 | Union du centre                     | Nous la Bretagne - Ni Breizhiz                             |
| Gérard de Mellon          |  | RN     | 01 | Rassemblement national              | Rassemblement national                                     |
| Astrid Prunier            |  | RN     | 02 | Rassemblement national              | Rassemblement national                                     |
| * Vice-président(e)       |  |        |    |                                     |                                                            |

### Conseillers départementaux
Depuis le redécoupage cantonal de 2014, les Côtes-d'Armor comptent 27 cantons dans lesquels sont élus au scrutin majoritaire des binômes paritaires, portant à 54 le nombre de conseillers départementaux. Acquis à la gauche pendant près de quarante ans, le département a basculé à droite lors des élections de 2015 et Alain Cadec (LR, canton de Plérin) est devenu président du conseil départemental le 2 avril 2015. Afin de respecter la loi sur le non-cumul des mandats, il est remplacé par Romain Boutron (LR, canton de Loudéac) le 27 octobre 2020, à la suite de son élection comme sénateur des Côtes-d'Armor.
Le 1er juillet 2021, à l'issue des élections départementales qui ont vu la victoire de la gauche unie, Christian Coail (PS, canton de Callac) est élu président du conseil départemental par 38 voix contre 16 pour Romain Boutron, chef de file de l'opposition de droite.
| Canton             | Conseillers              | Partis | Partis | Groupes                         |
| ------------------ | ------------------------ | ------ | ------ | ------------------------------- |
| Bégard             | Cinderella Bernard       |        | PCF    | Gauche sociale et écologiste    |
| Bégard             | Joël Philippe            |        | PS     | Gauche sociale et écologiste    |
| Broons             | Mickaël Chevalier        |        | UDI    | Union du centre et de la droite |
| Broons             | Isabelle Goré-Chapel     |        | DVD    | Union du centre et de la droite |
| Callac             | Christian Coail          |        | PS     | Gauche sociale et écologiste    |
| Callac             | Béatrice Le Couster      |        | PS     | Gauche sociale et écologiste    |
| Dinan              | Brigitte Balay-Mizrahi   |        | UDI    | Union du centre et de la droite |
| Dinan              | René Degrenne            |        | LR     | Union du centre et de la droite |
| Guerlédan          | Céline Guillaume         |        | LR     | Union du centre et de la droite |
| Guerlédan          | Hervé Le Lu              |        | DVD    | Union du centre et de la droite |
| Guingamp           | Guillaume Louis          |        | PS     | Gauche sociale et écologiste    |
| Guingamp           | Anne-Marie Pasquiet      |        | DVG    | Gauche sociale et écologiste    |
| Lamballe-Armor     | Robert Rault             |        | PS     | Gauche sociale et écologiste    |
| Lamballe-Armor     | Nathalie Travert-Le Roux |        | PS     | Gauche sociale et écologiste    |
| Lannion            | Marie-Annick Guillou     |        | LÉ     | Gauche sociale et écologiste    |
| Lannion            | Patrice Kervaon          |        | PS     | Gauche sociale et écologiste    |
| Lanvallay          | Michel Daugan            |        | DVD    | Union du centre et de la droite |
| Lanvallay          | Cécilia Guigui-Delaroche |        | DVD    | Union du centre et de la droite |
| Loudéac            | Béatrice Boulanger       |        | LR     | Union du centre et de la droite |
| Loudéac            | Romain Boutron           |        | LR     | Union du centre et de la droite |
| Paimpol            | Véronique Cadudal        |        | PS     | Gauche sociale et écologiste    |
| Paimpol            | Gilles Pagny             |        | DVG    | Gauche sociale et écologiste    |
| Perros-Guirec      | Erven Léon               |        | DVD    | Union du centre et de la droite |
| Perros-Guirec      | Marie-Louise Droniou     |        | DVD    | Union du centre et de la droite |
| Plaintel           | Vincent Alleno           |        | DVG    | Gauche sociale et écologiste    |
| Plaintel           | Nadine L'Echelard        |        | DVG    | Gauche sociale et écologiste    |
| Plancoët           | Marie-Christine Cotin    |        | DVD    | Union du centre et de la droite |
| Plancoët           | Michel Desbois           |        | DVD    | Union du centre et de la droite |
| Plélo              | Pascal Prido             |        | DVG    | Gauche sociale et écologiste    |
| Plélo              | Gaëlle Routier           |        | DVG    | Gauche sociale et écologiste    |
| Plénée-Jugon       | Martine Pélan            |        | DVG    | Gauche sociale et écologiste    |
| Plénée-Jugon       | Didier Yon               |        | PS     | Gauche sociale et écologiste    |
| Pléneuf-Val-André  | Jean-René Carfantan      |        | DVG    | Gauche sociale et écologiste    |
| Pléneuf-Val-André  | Lisa Thomas              |        | DVG    | Gauche sociale et écologiste    |
| Plérin             | Jean-Marie Benier        |        | PS     | Gauche sociale et écologiste    |
| Plérin             | Nathalie Nowak           |        | LÉ     | Gauche sociale et écologiste    |
| Pleslin-Trigavou   | Solenn Meslay            |        | DVG    | Gauche sociale et écologiste    |
| Pleslin-Trigavou   | Thierry Orveillon        |        | PS     | Gauche sociale et écologiste    |
| Plestin-les-Grèves | André Coënt              |        | PS     | Gauche sociale et écologiste    |
| Plestin-les-Grèves | Nadine Salou-Le Guen     |        | DVG    | Gauche sociale et écologiste    |
| Ploufragan         | Jean-Marc Dejoué         |        | PCF    | Gauche sociale et écologiste    |
| Ploufragan         | Christine Orain-Grovalet |        | PS     | Gauche sociale et écologiste    |
| Plouha             | Valérie Rumiano          |        | LR     | Union du centre et de la droite |
| Plouha             | Thierry Simelière        |        | UDI    | Union du centre et de la droite |
| Rostrenen          | Marie-José Fercoq        |        | DVG    | Gauche sociale et écologiste    |
| Rostrenen          | Alain Guéguen            |        | PS     | Gauche sociale et écologiste    |
| Saint-Brieuc-1     | Damien Gaspaillard       |        | LÉ     | Gauche sociale et écologiste    |
| Saint-Brieuc-1     | Juliana San Geroteo      |        | G.s    | Gauche sociale et écologiste    |
| Saint-Brieuc-2     | Ludovic Gouyette         |        | DVG    | Gauche sociale et écologiste    |
| Saint-Brieuc-2     | Nadège Langlais          |        | PS     | Gauche sociale et écologiste    |
| Trégueux           | Denis Hamayon            |        | PS     | Gauche sociale et écologiste    |
| Trégueux           | Christine Métois-Le Bras |        | PS     | Gauche sociale et écologiste    |
| Tréguier           | Pierrick Gouronnec       |        | PS     | Gauche sociale et écologiste    |
| Tréguier           | Graziella Segoni         |        | DVG    | Gauche sociale et écologiste    |

Lors de la session d'installation du conseil départemental du 1er juillet 2021, six vice-présidentes et six vice-présidents ont été élus.
|     | Identité                 | Groupe | Attributions                                                                     |
| --- | ------------------------ | ------ | -------------------------------------------------------------------------------- |
| 1er | Jean-Marie Benier        | GSE    | Ressources humaines et dialogue social                                           |
| 2e  | Véronique Cadudal        | GSE    | Autonomie                                                                        |
| 3e  | Vincent Alleno           | GSE    | Finances, numérique et contrats de territoire                                    |
| 4e  | Cinderella Bernard       | GSE    | Enfance et famille                                                               |
| 5e  | Patrice Kervaon          | GSE    | Culture et cultures de Bretagne                                                  |
| 6e  | Solenn Meslay            | GSE    | Vie associative et relations internationales                                     |
| 7e  | Jean-René Carfantan      | GSE    | Éducation et éducation populaire                                                 |
| 8e  | Christine Orain-Grovalet | GSE    | Insertion, économie sociale et solidaire et égalité femmes-hommes                |
| 9e  | Ludovic Gouyette         | GSE    | Jeunesse et sports                                                               |
| 10e | Gaëlle Routier           | GSE    | Logement et habitat                                                              |
| 11e | André Coënt              | GSE    | Infrastructures et mobilités douces                                              |
| 12e | Nathalie Travert-Le Roux | GSE    | Patrimoine immobilier et tourisme                                                |
|     | Nathalie Nowak           | GSE    | Conseillère départementale déléguée à l'environnement                            |
|     | Didier Yon               | GSE    | Conseiller départemental délégué à l'agriculture                                 |
|     | Juliana San Geroteo      | GSE    | Conseillère départementale déléguée à l'enseignement supérieur et à la recherche |

Groupes politiques
Au sein de l'assemblée départementale, deux groupes politiques ont été constitués : le groupe de la Gauche sociale et écologiste, majoritaire, et l'Union du centre et de la droite.
| Groupe                          | Sigle | Président         | Statut     |
| ------------------------------- | ----- | ----------------- | ---------- |
| Gauche sociale et écologiste    | GSE   | Alain Guéguen     | majorité   |
| Union du centre et de la droite | UCD   | Mickaël Chevalier | opposition |

### Présidents d'intercommunalités
| Carte des intercommunalités des Côtes-d'Armor au 1er janvier 2017. |    |                                      |                     |       |       |          |
|                                                                    |    | Intercommunalité                     | Président           | Parti | Parti | Élection |
|                                                                    | CA | Dinan Agglomération                  | Arnaud Lécuyer      |       | PS    | 2017     |
|                                                                    | CA | Guingamp-Paimpol Agglomération       | Vincent Le Meaux    |       | PS    | 2017     |
|                                                                    | CC | Kreiz-Breizh                         | Sandra Le Nouvel    |       | PS    | 2020     |
|                                                                    | CC | Lamballe Terre et Mer                | Thierry Andrieux    |       | PS    | 2020     |
|                                                                    | CA | Lannion-Trégor Communauté            | Joël Le Jeune       |       | RE    | 2008     |
|                                                                    | CC | Leff Armor Communauté                | Jean-Michel Geffroy |       | DVG   | 2020     |
|                                                                    | CC | Loudéac Communauté − Bretagne Centre | Xavier Hamon        |       | DVG   | 2020     |
|                                                                    | CA | Saint-Brieuc Armor Agglomération     | Ronan Kerdraon      |       | PS    | 2020     |

Le département des Côtes-d'Armor est aussi divisé en cinq pays qui regroupent plusieurs intercommunalités :
- le Pays de Dinan, ancien syndicat mixte correspondant à Dinan Agglomération, présidé par Didier Déru de 2015 à 2017 ;
- le Pays de Guingamp, pôle d'équilibre territorial et rural (PETR) présidé par Daniel Hamon ;
- le Pays de Saint-Brieuc, qui réunit Saint-Brieuc Armor Agglomération et Lamballe Terre et Mer ;
- le Pays de Trégor-Goëlo, qui se confond avec Lannion-Trégor Communauté ;
- le Pays du Centre-Bretagne, syndicat mixte situé dans le sud du département.

### Maires

Carte des 348 communes des Côtes-d'Armor au 1er janvier 2019.

| Commune               | Maire                    |  | Parti | Élection | Population |
| --------------------- | ------------------------ |  | ----- | -------- | ---------- |
| Binic-Étables-sur-Mer | Paul Chauvin             |  | DVG   | 2020     | 7 020      |
| Dinan                 | Didier Lechien           |  | UDI   | 2014     | 14 966     |
| Guingamp              | Philippe Le Goff         |  | PS    | 2014     | 7 127      |
| Lamballe-Armor        | Philippe Hercouët        |  | PS    | 2020     | 16 911     |
| Langueux              | Richard Haas             |  | UDI   | 2020     | 7 947      |
| Lannion               | Paul Le Bihan            |  | PS    | 2014     | 20 525     |
| Le Mené               | Gérard Daboudet          |  | DVG   | 2020     | 6 420      |
| Loudéac               | Bruno Le Bescaut         |  | RE    | 2016     | 9 875      |
| Paimpol               | Fanny Chappé             |  | PS    | 2020     | 7 266      |
| Perros-Guirec         | Erven Leon               |  | DVD   | 2014     | 7 260      |
| Plédran               | Stéphane Briend          |  | DVD   | 2014     | 6 909      |
| Plérin                | Ronan Kerdraon           |  | PS    | 2008     | 14 527     |
| Ploufragan            | Rémy Moulin              |  | PCF   | 2006     | 11 347     |
| Ploumagoar            | Yannick Echevest         |  | DVG   | 2020     | 5 418      |
| Pordic                | Joël Batard              |  | DVD   | 2020     | 7 393      |
| Saint-Brieuc          | Hervé Guihard            |  | PP    | 2020     | 44 607     |
| Trégueux              | Christine Métois-Le Bras |  | PS    | 2014     | 8 462      |
| Yffiniac              | Denis Hamayon            |  | PS    | 2020     | 4 980      |

Plusieurs changements de maires sont intervenus en cours de mandat :
À la suite de la création de quinze communes nouvelles qui regroupent 40 communes déléguées, le nombre de communes costarmoricaines est passé de 373 à 348 entre 2014 et 2020. Dans chacune d'entre elles, un maire délégué y est élu.
|      | Commune nouvelle                  | Communes déléguées                                                                                      |
| ---- | --------------------------------- | --- |
| 2016 | Binic-Étables-sur-Mer             | Binic - Étables-sur-Mer                                                                                 |
| 2016 | Jugon-les-Lacs - Commune nouvelle | Dolo - Jugon-les-Lacs                                                                                   |
| 2016 | Lamballe                          | Lamballe - Meslin                                                                                       |
| 2016 | Le Mené                           | Collinée - Le Gouray - Langourla - Plessala - Saint-Gilles-du-Mené - Saint-Gouéno - Saint-Jacut-du-Mené |
| 2016 | Les Moulins                       | La Ferrière - Plémet                                                                                    |
| 2016 | Plœuc-L'Hermitage                 | L'Hermitage-Lorge - Plœuc-sur-Lié                                                                       |
| 2016 | Pordic                            | Pordic - Tréméloir                                                                                      |
| 2017 | Beaussais-sur-Mer                 | Plessix-Balisson - Ploubalay - Trégon                                                                   |
| 2017 | Bon Repos sur Blavet              | Laniscat - Perret - Saint-Gelven                                                                        |
| 2017 | Guerlédan                         | Mûr-de-Bretagne - Saint-Guen                                                                            |
| 2018 | Dinan                             | Dinan - Léhon                                                                                           |
| 2019 | Châtelaudren-Plouagat             | Châtelaudren - Plouagat                                                                                 |
| 2019 | Lamballe-Armor                    | Lamballe - Morieux - Planguenoual                                                                       |
| 2019 | Plouguenast-Langast               | Plouguenast - Langast                                                                                   |
| 2019 | La Roche-Jaudy                    | Hengoat - Pommerit-Jaudy - La Roche-Derrien - La Roche-Derrien                                          |

## Résultats électoraux

### Élections présidentielles
- Élection présidentielle de 2022 :

|                                                   |                                               | Premier tour 10 avril 2022 | Premier tour 10 avril 2022       | Second tour 24 avril 2022 | Second tour 24 avril 2022        |
|                                                   |                                               | Nombre                     | % des inscrits                   | Nombre                    | % des inscrits                   |
| Inscrits                                          | Inscrits                                      | 471 752                    | 100,00                           | 471 760                   | 100,00                           |
| Abstentions                                       | Abstentions                                   | 96 597                     | 20,48                            | 100 204                   | 21,24                            |
| Votants                                           | Votants                                       | 375 155                    | 79,52                            | 371 556                   | 78,76                            |
|                                                   |                                               |                            | % des votants                    |                           | % des votants                    |
| Bulletins blancs                                  | Bulletins blancs                              | 5 722                      | 1,53                             | 26 972                    | 7,26                             |
| Bulletins nuls                                    | Bulletins nuls                                | 3 040                      | 0,81                             | 11 174                    | 3,01                             |
| Suffrages exprimés                                | Suffrages exprimés                            | 366 393                    | 97,66                            | 333 410                   | 89,73                            |
|                                                   |                                               |                            |                                  |                           |                                  |
| Candidat Parti politique                          | Candidat Parti politique                      | Voix                       | % des exprimés Différence France | Voix                      | % des exprimés Différence France |
|                                                   | Nathalie Arthaud Lutte ouvrière               | 2 603                      | 0,71 · 0,15                      |                           |                                  |
|                                                   | Fabien Roussel Parti communiste français      | 11 628                     | 3,17 · 0,89                      |                           |                                  |
|                                                   | Emmanuel Macron La République en marche       | 113 656                    | 31,02 · 3,18                     | 209 721                   | 62,90 · 4,35                     |
|                                                   | Jean Lassalle Résistons                       | 11 949                     | 3,26 · 0,13                      |                           |                                  |
|                                                   | Marine Le Pen Rassemblement national          | 79 850                     | 21,79 · 1,36                     | 123 689                   | 37,10 · 4,35                     |
|                                                   | Éric Zemmour Reconquête                       | 17 319                     | 4,73 · 2,34                      |                           |                                  |
|                                                   | Jean-Luc Mélenchon La France insoumise        | 74 226                     | 20,26 · 1,69                     |                           |                                  |
|                                                   | Anne Hidalgo Parti socialiste                 | 8 279                      | 2,26 · 0,51                      |                           |                                  |
|                                                   | Yannick Jadot Europe Écologie Les Verts       | 19 349                     | 5,28 · 0,65                      |                           |                                  |
|                                                   | Valérie Pécresse Les Républicains             | 17 235                     | 4,70 · 0,08                      |                           |                                  |
|                                                   | Philippe Poutou Nouveau Parti anticapitaliste | 3 895                      | 1,06 · 0,29                      |                           |                                  |
|                                                   | Nicolas Dupont-Aignan Debout la France        | 6 404                      | 1,75 · 0,31                      |                           |                                  |
| Source : Ministère de l'Intérieur - Côtes-d'Armor |                                               |                            |                                  |                           |                                  |

| Binic-Étables-sur-Mer | Emmanuel Macron | 71,30 | Marine Le Pen | 28,70 |
| Dinan                 | Emmanuel Macron | 71,49 | Marine Le Pen | 28,51 |
| Guingamp              | Emmanuel Macron | 60,80 | Marine Le Pen | 39,20 |
| Lamballe-Armor *      | Emmanuel Macron | 67,70 | Marine Le Pen | 32,30 |
| Langueux              | Emmanuel Macron | 70,15 | Marine Le Pen | 29,85 |
| Lannion               | Emmanuel Macron | 72,16 | Marine Le Pen | 27,84 |
| Loudéac               | Emmanuel Macron | 64,39 | Marine Le Pen | 35,61 |
| Le Mené               | Emmanuel Macron | 51,38 | Marine Le Pen | 48,62 |
| Paimpol               | Emmanuel Macron | 68,70 | Marine Le Pen | 31,30 |
| Perros-Guirec         | Emmanuel Macron | 71,30 | Marine Le Pen | 28,70 |
| Plédran               | Emmanuel Macron | 61,61 | Marine Le Pen | 38,39 |
| Plérin                | Emmanuel Macron | 73,08 | Marine Le Pen | 26,92 |
| Ploufragan            | Emmanuel Macron | 65,88 | Marine Le Pen | 34,12 |
| Ploumagoar            | Emmanuel Macron | 62,86 | Marine Le Pen | 37,14 |
| Pordic                | Emmanuel Macron | 69,46 | Marine Le Pen | 30,54 |
| Saint-Brieuc          | Emmanuel Macron | 72,10 | Marine Le Pen | 27,90 |
| Trégueux              | Emmanuel Macron | 68,79 | Marine Le Pen | 31,21 |
| * Commune nouvelle    |                 |       |               |       |

- Élection présidentielle de 2017 :

|                                                   |                                                  | Premier tour 23 avril 2017 | Premier tour 23 avril 2017       | Second tour 7 mai 2017 | Second tour 7 mai 2017           |
|                                                   |                                                  | Nombre                     | % des inscrits                   | Nombre                 | % des inscrits                   |
| Inscrits                                          | Inscrits                                         | 455 958                    | 100,00                           | 455 840                | 100,00                           |
| Abstentions                                       | Abstentions                                      | 71 617                     | 15,71                            | 87 670                 | 19,23                            |
| Votants                                           | Votants                                          | 384 341                    | 84,29                            | 368 170                | 80,77                            |
|                                                   |                                                  |                            | % des votants                    |                        | % des votants                    |
| Bulletins blancs                                  | Bulletins blancs                                 | 6 436                      | 1,41                             | 32 887                 | 7,21                             |
| Bulletins nuls                                    | Bulletins nuls                                   | 2 936                      | 0,64                             | 12 776                 | 2,80                             |
| Suffrages exprimés                                | Suffrages exprimés                               | 374 969                    | 97,95                            | 322 507                | 89,99                            |
|                                                   |                                                  |                            |                                  |                        |                                  |
| Candidat Parti politique                          | Candidat Parti politique                         | Voix                       | % des exprimés Différence France | Voix                   | % des exprimés Différence France |
|                                                   | Emmanuel Macron En marche !                      | 104 969                    | 27,99 · 3,98                     | 236 953                | 73,47 · 7,37                     |
|                                                   | Jean-Luc Mélenchon La France insoumise           | 76 013                     | 20,27 · 0,69                     |                        |                                  |
|                                                   | François Fillon Les Républicains                 | 68 916                     | 18,38 · 1,63                     |                        |                                  |
|                                                   | Marine Le Pen Front national                     | 61 703                     | 16,46 · 4,84                     | 85 554                 | 26,53 · 7,37                     |
|                                                   | Benoît Hamon Parti socialiste                    | 32 260                     | 8,60 · 2,24                      |                        |                                  |
|                                                   | Nicolas Dupont-Aignan Debout la France           | 15 958                     | 4,26 · 0,44                      |                        |                                  |
|                                                   | Philippe Poutou Nouveau Parti anticapitaliste    | 5 468                      | 1,46 · 0,37                      |                        |                                  |
|                                                   | Jean Lassalle Résistons                          | 3 554                      | 0,95 · 0,26                      |                        |                                  |
|                                                   | Nathalie Arthaud Lutte ouvrière                  | 3 028                      | 0,81 · 0,17                      |                        |                                  |
|                                                   | François Asselineau Union populaire républicaine | 2 479                      | 0,66 · 0,26                      |                        |                                  |
|                                                   | Jacques Cheminade Solidarité et progrès          | 621                        | 0,17 · 0,01                      |                        |                                  |
| Source : Ministère de l'Intérieur - Côtes-d'Armor |                                                  |                            |                                  |                        |                                  |

| Binic-Étables-sur-Mer * | Emmanuel Macron | 78,78 | Marine Le Pen | 21,22 |
| Dinan                   | Emmanuel Macron | 79,44 | Marine Le Pen | 20,56 |
| Guingamp                | Emmanuel Macron | 74,10 | Marine Le Pen | 25,90 |
| Lamballe *              | Emmanuel Macron | 76,90 | Marine Le Pen | 23,10 |
| Langueux                | Emmanuel Macron | 79,07 | Marine Le Pen | 20,93 |
| Lannion                 | Emmanuel Macron | 81,98 | Marine Le Pen | 18,02 |
| Loudéac                 | Emmanuel Macron | 74,67 | Marine Le Pen | 25,33 |
| Le Mené *               | Emmanuel Macron | 65,02 | Marine Le Pen | 34,98 |
| Paimpol                 | Emmanuel Macron | 75,72 | Marine Le Pen | 24,28 |
| Perros-Guirec           | Emmanuel Macron | 78,68 | Marine Le Pen | 21,32 |
| Plédran                 | Emmanuel Macron | 72,94 | Marine Le Pen | 27,06 |
| Plérin                  | Emmanuel Macron | 80,48 | Marine Le Pen | 19,52 |
| Ploufragan              | Emmanuel Macron | 76,14 | Marine Le Pen | 23,86 |
| Ploumagoar              | Emmanuel Macron | 76,95 | Marine Le Pen | 23,05 |
| Pordic *                | Emmanuel Macron | 77,92 | Marine Le Pen | 22,08 |
| Saint-Brieuc            | Emmanuel Macron | 80,43 | Marine Le Pen | 19,57 |
| Trégueux                | Emmanuel Macron | 79,57 | Marine Le Pen | 20,43 |
| * Commune nouvelle      |                 |       |               |       |

- Élection présidentielle de 2012 :

|                                                   | Eva Joly Europe Écologie Les Verts                | 10 545  | 2,78   |         |        |
|                                                   | Marine Le Pen Front national                      | 51 552  | 13,58  |         |        |
|                                                   | Nicolas Sarkozy Union pour un mouvement populaire | 90 555  | 23,86  | 150 030 | 40,81  |
|                                                   | Jean-Luc Mélenchon Front de gauche                | 46 303  | 12,20  |         |        |
|                                                   | Philippe Poutou Nouveau Parti anticapitaliste     | 5 054   | 1,33   |         |        |
|                                                   | Nathalie Arthaud Lutte ouvrière                   | 2 552   | 0,67   |         |        |
|                                                   | Jacques Cheminade Solidarité et progrès           | 909     | 0,24   |         |        |
|                                                   | François Bayrou Mouvement démocrate               | 40 240  | 10,60  |         |        |
|                                                   | Nicolas Dupont-Aignan Debout la République        | 6 494   | 1,71   |         |        |
|                                                   | François Hollande Parti socialiste                | 125 333 | 33,02  | 217 609 | 59,19  |
|                                                   |                                                   |         |        |         |        |
| Inscrits                                          | Inscrits                                          | 450 961 | 100,00 | 451 014 | 100,00 |
| Abstentions                                       | Abstentions                                       | 64 453  | 14,29  | 62 540  | 13,87  |
| Votants                                           | Votants                                           | 386 508 | 85,71  | 388 474 | 86,13  |
| Blancs ou nuls                                    | Blancs ou nuls                                    | 6 971   | 1,80   | 20 835  | 5,36   |
| Exprimés                                          | Exprimés                                          | 379 537 | 98,20  | 367 639 | 94,64  |
| Source : Ministère de l'Intérieur - Côtes-d'Armor |                                                   |         |        |         |        |

- Élection présidentielle de 2007 :

|                                                   | François Bayrou Union pour la démocratie française   | 81 973  | 21,08  |         |        |
|                                                   | Olivier Besancenot Ligue communiste révolutionnaire  | 19 697  | 5,07   |         |        |
|                                                   | José Bové Sans étiquette                             | 5 918   | 1,52   |         |        |
|                                                   | Marie-George Buffet Gauche populaire et antilibérale | 9 054   | 2,33   |         |        |
|                                                   | Arlette Laguiller Lutte ouvrière                     | 5 539   | 1,42   |         |        |
|                                                   | Jean-Marie Le Pen Front national                     | 28 723  | 7,39   |         |        |
|                                                   | Frédéric Nihous Chasse, pêche, nature et traditions  | 4 469   | 1,15   |         |        |
|                                                   | Ségolène Royal Parti socialiste                      | 116 827 | 30,05  | 210 577 | 55,53  |
|                                                   | Nicolas Sarkozy Union pour un mouvement populaire    | 100 316 | 25,80  | 168 622 | 44,47  |
|                                                   | Gérard Schivardi Parti des travailleurs              | 1 263   | 0,32   |         |        |
|                                                   | Philippe de Villiers Mouvement pour la France        | 7 714   | 1,98   |         |        |
|                                                   | Dominique Voynet Les Verts                           | 7 327   | 1,88   |         |        |
|                                                   |                                                      |         |        |         |        |
| Inscrits                                          | Inscrits                                             | 445 906 | 100,00 | 445 750 | 100,00 |
| Abstentions                                       | Abstentions                                          | 52 087  | 11,68  | 51 708  | 11,60  |
| Votants                                           | Votants                                              | 393 819 | 88,32  | 394 042 | 88,40  |
| Blancs ou nuls                                    | Blancs ou nuls                                       | 4 999   | 1,27   | 14 843  | 3,77   |
| Exprimés                                          | Exprimés                                             | 388 820 | 98,73  | 379 199 | 96,23  |
| Source : Ministère de l'Intérieur - Côtes-d'Armor |                                                      |         |        |         |        |

- Élection présidentielle de 2002 :

|                                         | Bruno Mégret Mouvement national républicain          | 3 514   | 1,11   |         |        |
|                                         | Corinne Lepage Cap21                                 | 6 263   | 1,98   |         |        |
|                                         | Daniel Gluckstein Parti des travailleurs             | 1 534   | 0,48   |         |        |
|                                         | François Bayrou Union pour la démocratie française   | 20 172  | 6,36   |         |        |
|                                         | Jacques Chirac Rassemblement pour la République      | 64 332  | 20,29  | 300 021 | 88,30  |
|                                         | Jean-Marie Le Pen Front national                     | 37 049  | 11,68  | 39 753  | 11,70  |
|                                         | Christiane Taubira Parti radical de gauche           | 6 341   | 2,00   |         |        |
|                                         | Jean Saint-Josse Chasse, pêche, nature et traditions | 12 516  | 3,95   |         |        |
|                                         | Noël Mamère Les Verts                                | 19 495  | 6,15   |         |        |
|                                         | Lionel Jospin Parti socialiste                       | 61 040  | 19,25  |         |        |
|                                         | Christine Boutin Forum des républicains sociaux      | 3 764   | 1,19   |         |        |
|                                         | Robert Hue Parti communiste français                 | 15 329  | 4,83   |         |        |
|                                         | Jean-Pierre Chevènement Mouvement des citoyens       | 13 918  | 4,39   |         |        |
|                                         | Alain Madelin Démocratie libérale                    | 12 379  | 3,90   |         |        |
|                                         | Arlette Laguiller Lutte ouvrière                     | 21 324  | 6,72   |         |        |
|                                         | Olivier Besancenot Ligue communiste révolutionnaire  | 18 142  | 5,72   |         |        |
|                                         |                                                      |         |        |         |        |
| Inscrits                                | Inscrits                                             | 428 856 | 100,00 | 428 731 | 100,00 |
| Abstentions                             | Abstentions                                          | 100 904 | 23,53  | 68 006  | 15,86  |
| Votants                                 | Votants                                              | 327 952 | 76,47  | 360 725 | 84,14  |
| Blancs ou nuls                          | Blancs ou nuls                                       | 10 840  | 3,31   | 20 951  | 5,81   |
| Exprimés                                | Exprimés                                             | 317 112 | 96,69  | 339 774 | 94,19  |
| Source : Politiquemania - Côtes-d'Armor |                                                      |         |        |         |        |

- Élection présidentielle de 1995 :

|                                         | Philippe de Villiers Mouvement pour la France             | 12 617  | 3,68   |         |        |
|                                         | Jean-Marie Le Pen Front national                          | 30 282  | 8,84   |         |        |
|                                         | Jacques Chirac Rassemblement pour la République           | 65 565  | 19,13  | 157 290 | 45,92  |
|                                         | Arlette Laguiller Lutte ouvrière                          | 18 807  | 5,49   |         |        |
|                                         | Jacques Cheminade Fédération pour une nouvelle solidarité | 847     | 0,25   |         |        |
|                                         | Lionel Jospin Parti socialiste                            | 94 522  | 27,58  | 185 233 | 54,08  |
|                                         | Dominique Voynet Les Verts                                | 12 760  | 3,72   |         |        |
|                                         | Édouard Balladur Rassemblement pour la République diss.   | 68 951  | 20,12  |         |        |
|                                         | Robert Hue Parti communiste français                      | 38 386  | 11,20  |         |        |
|                                         |                                                           |         |        |         |        |
| Inscrits                                | Inscrits                                                  | 420 696 | 100,00 | 420 460 | 100,00 |
| Abstentions                             | Abstentions                                               | 69 303  | 16,47  | 62 670  | 14,91  |
| Votants                                 | Votants                                                   | 351 393 | 83,53  | 357 790 | 85,09  |
| Blancs ou nuls                          | Blancs ou nuls                                            | 8 656   | 2,46   | 15 267  | 4,27   |
| Exprimés                                | Exprimés                                                  | 342 737 | 97,54  | 342 523 | 95,73  |
| Source : Politiquemania - Côtes-d'Armor |                                                           |         |        |         |        |

- Élection présidentielle de 1988 :

|                                         | Raymond Barre Union pour la démocratie française        | 59 859  | 17,23  |         |        |
|                                         | Pierre Juquin Communiste rénovateur                     | 9 703   | 2,79   |         |        |
|                                         | Jean-Marie Le Pen Front national                        | 28 627  | 8,24   |         |        |
|                                         | Jacques Chirac Rassemblement pour la République         | 65 718  | 18,91  | 142 076 | 40,62  |
|                                         | François Mitterrand Parti socialiste                    | 132 970 | 38,27  | 207 677 | 59,38  |
|                                         | Pierre Boussel Mouvement pour un parti des travailleurs | 1 191   | 0,34   |         |        |
|                                         | Antoine Waechter Les Verts                              | 14 307  | 4,12   |         |        |
|                                         | Arlette Laguiller Lutte ouvrière                        | 8 672   | 2,50   |         |        |
|                                         | André Lajoinie Parti communiste français                | 26 448  | 7,61   |         |        |
|                                         |                                                         |         |        |         |        |
| Inscrits                                | Inscrits                                                | 412 856 | 100,00 | 412 712 | 100,00 |
| Abstentions                             | Abstentions                                             | 59 718  | 14,46  | 47 199  | 11,44  |
| Votants                                 | Votants                                                 | 353 138 | 85,54  | 365 513 | 88,56  |
| Blancs ou nuls                          | Blancs ou nuls                                          | 5 643   | 1,60   | 15 760  | 4,31   |
| Exprimés                                | Exprimés                                                | 347 495 | 98,40  | 349 753 | 95,69  |
| Source : Politiquemania - Côtes-du-Nord |                                                         |         |        |         |        |

- Élection présidentielle de 1981 :

|                                         | Arlette Laguiller Lutte ouvrière                   | 8 642   | 2,61   |         |        |
|                                         | Marie-France Garaud Divers droite gaulliste        | 2 975   | 0,90   |         |        |
|                                         | Michel Crépeau Mouvement des radicaux de gauche    | 5 027   | 1,52   |         |        |
|                                         | Huguette Bouchardeau Parti socialiste unifié       | 5 009   | 1,51   |         |        |
|                                         | Brice Lalonde Mouvement d'écologie politique       | 12 717  | 3,84   |         |        |
|                                         | François Mitterrand Parti socialiste               | 92 735  | 27,97  | 193 054 | 55,50  |
|                                         | Valéry Giscard d'Estaing Républicains indépendants | 90 306  | 27,24  | 154 803 | 44,50  |
|                                         | Georges Marchais Parti communiste français         | 53 724  | 16,20  |         |        |
|                                         | Michel Debré Divers droite gaulliste               | 3 847   | 1,16   |         |        |
|                                         | Jacques Chirac Rassemblement pour la République    | 56 549  | 17,06  |         |        |
|                                         |                                                    |         |        |         |        |
| Inscrits                                | Inscrits                                           | 395 631 | 100,00 | 395 521 | 100,00 |
| Abstentions                             | Abstentions                                        | 60 665  | 15,33  | 39 916  | 10,09  |
| Votants                                 | Votants                                            | 334 966 | 84,67  | 355 605 | 89,91  |
| Blancs ou nuls                          | Blancs ou nuls                                     | 3 435   | 1,03   | 7 748   | 2,18   |
| Exprimés                                | Exprimés                                           | 331 531 | 98,97  | 347 857 | 97,82  |
| Source : Politiquemania - Côtes-du-Nord |                                                    |         |        |         |        |

- Élection présidentielle de 1974 :

|                                         | Jacques Chaban-Delmas Union des démocrates pour la République | 35 143  | 11,89  |         |        |
|                                         | René Dumont Écologiste                                        | 3 076   | 1,04   |         |        |
|                                         | Valéry Giscard d'Estaing Républicains indépendants            | 105 157 | 35,59  | 152 089 | 49,78  |
|                                         | Guy Héraud Fédéraliste européen                               | 305     | 0,10   |         |        |
|                                         | Alain Krivine Ligue communiste révolutionnaire                | 736     | 0,25   |         |        |
|                                         | Arlette Laguiller Lutte ouvrière                              | 7 492   | 2,54   |         |        |
|                                         | Jean-Marie Le Pen Front national                              | 1 834   | 0,62   |         |        |
|                                         | François Mitterrand Parti socialiste                          | 133 505 | 45,18  | 153 455 | 50,22  |
|                                         | Émile Muller Mouvement démocrate-socialiste de France         | 1 030   | 0,35   |         |        |
|                                         | Bertrand Renouvin Nouvelle Action royaliste                   | 385     | 0,13   |         |        |
|                                         | Jean Royer Divers droite                                      | 6 450   | 2,18   |         |        |
|                                         | Jean-Claude Sebag Mouvement fédéraliste européen              | 383     | 0,13   |         |        |
|                                         |                                                               |         |        |         |        |
| Inscrits                                | Inscrits                                                      | 341 061 | 100,00 | 340 951 | 100,00 |
| Abstentions                             | Abstentions                                                   | 43 721  | 12,82  | 32 771  | 9,61   |
| Votants                                 | Votants                                                       | 297 340 | 87,18  | 308 180 | 90,39  |
| Blancs ou nuls                          | Blancs ou nuls                                                | 1 844   | 0,62   | 2 636   | 0,86   |
| Exprimés                                | Exprimés                                                      | 295 496 | 99,38  | 305 544 | 99,14  |
| Source : Politiquemania - Côtes-du-Nord |                                                               |         |        |         |        |

- Élection présidentielle de 1969 :

|                                         | Gaston Defferre Section française de l'Internationale ouvrière | 10 059  | 3,81   |         |        |
|                                         | Louis Ducatel Radical-socialiste indépendant                   | 2 874   | 1,09   |         |        |
|                                         | Jacques Duclos Parti communiste français                       | 62 584  | 23,73  |         |        |
|                                         | Alain Krivine Ligue communiste                                 | 2 633   | 1,00   |         |        |
|                                         | Alain Poher Centre démocrate                                   | 59 523  | 22,57  | 93 477  | 42,22  |
|                                         | Georges Pompidou Union pour la défense de la République        | 113 520 | 43,04  | 127 925 | 57,78  |
|                                         | Michel Rocard Parti socialiste unifié                          | 12 557  | 4,76   |         |        |
|                                         |                                                                |         |        |         |        |
| Inscrits                                | Inscrits                                                       | 331 467 | 100,00 | 330 608 | 100,00 |
| Abstentions                             | Abstentions                                                    | 65 061  | 19,63  | 91 923  | 27,80  |
| Votants                                 | Votants                                                        | 266 406 | 80,37  | 238 685 | 72,20  |
| Blancs ou nuls                          | Blancs ou nuls                                                 | 2 656   | 1,00   | 17 283  | 7,24   |
| Exprimés                                | Exprimés                                                       | 263 750 | 99,00  | 221 402 | 92,76  |
| Source : Politiquemania - Côtes-du-Nord |                                                                |         |        |         |        |

- Élection présidentielle de 1965 :

|                                         | Marcel Barbu Divers gauche                                    | 2 170   | 0,77   |         |        |
|                                         | Charles de Gaulle Union pour la nouvelle République           | 123 355 | 43,98  | 152 190 | 54,80  |
|                                         | Jean Lecanuet Mouvement républicain populaire                 | 48 103  | 17,15  |         |        |
|                                         | Pierre Marcilhacy Parti libéral européen                      | 3 033   | 1,08   |         |        |
|                                         | François Mitterrand Convention des institutions républicaines | 97 981  | 34,94  | 125 512 | 45,20  |
|                                         | Jean-Louis Tixier-Vignancour Comités Tixier-Vignancour        | 5 814   | 2,07   |         |        |
|                                         |                                                               |         |        |         |        |
| Inscrits                                | Inscrits                                                      | 326 726 | 100,00 | 326 442 | 100,00 |
| Abstentions                             | Abstentions                                                   | 44 543  | 13,63  | 43 832  | 13,43  |
| Votants                                 | Votants                                                       | 282 183 | 86,37  | 282 610 | 86,57  |
| Blancs ou nuls                          | Blancs ou nuls                                                | 1 727   | 0,61   | 4 908   | 1,74   |
| Exprimés                                | Exprimés                                                      | 280 456 | 99,39  | 277 702 | 98,26  |
| Source : Politiquemania - Côtes-du-Nord |                                                               |         |        |         |        |

### Élections législatives
|      |      |      |      |      |      |      |      |      | 1re circ.                                          | 1re circ.                                          | 2e circ.                                           | 2e circ.                                           | 3e circ.                                           | 3e circ.                                           | 4e circ.                                           | 4e circ.                                           | 5e circ.                                           | 5e circ.                                           |
| ---- | ---- | ---- | ---- | ---- | ---- | ---- | ---- | ---- | -------------------------------------------------- | -------------------------------------------------- | -------------------------------------------------- | -------------------------------------------------- | -------------------------------------------------- | -------------------------------------------------- | -------------------------------------------------- | -------------------------------------------------- | -------------------------------------------------- | -------------------------------------------------- |
| 2024 | 2024 | 2024 | 2024 | 2024 | 2024 | 2024 | 2024 | 2024 |                                                    | Mickaël Cosson                                     |                                                    | Hervé Berville                                     |                                                    | Corentin Le Fur                                    |                                                    | Murielle Lepvraud                                  |                                                    | Éric Bothorel                                      |
| 2022 | 2022 | 2022 | 2022 | 2022 | 2022 | 2022 | 2022 | 2022 |                                                    | Mickaël Cosson                                     |                                                    | Hervé Berville                                     |                                                    | Marc Le Fur                                        |                                                    | Murielle Lepvraud                                  |                                                    | Éric Bothorel                                      |
| 2017 | 2017 | 2017 | 2017 | 2017 | 2017 | 2017 | 2017 | 2017 |                                                    | Bruno Joncour                                      |                                                    | Hervé Berville                                     |                                                    | Marc Le Fur                                        |                                                    | Yannick Kerlogot                                   |                                                    | Éric Bothorel                                      |
| 2012 | 2012 | 2012 | 2012 | 2012 | 2012 | 2012 | 2012 | 2012 |                                                    | Michel Lesage                                      |                                                    | Viviane Le Dissez                                  |                                                    | Marc Le Fur                                        |                                                    | Annie Le Houérou                                   |                                                    | Corinne Erhel                                      |
| 2007 | 2007 | 2007 | 2007 | 2007 | 2007 | 2007 | 2007 | 2007 |                                                    | Danielle Bousquet                                  |                                                    | Jean Gaubert                                       |                                                    | Marc Le Fur                                        |                                                    | Marie-Renée Oget                                   |                                                    | Corinne Erhel                                      |
| 2002 | 2002 | 2002 | 2002 | 2002 | 2002 | 2002 | 2002 | 2002 |                                                    | Danielle Bousquet                                  |                                                    | Jean Gaubert                                       |                                                    | Marc Le Fur                                        |                                                    | Marie-Renée Oget                                   |                                                    | Alain Gouriou                                      |
| 1997 | 1997 | 1997 | 1997 | 1997 | 1997 | 1997 | 1997 | 1997 |                                                    | Danielle Bousquet                                  |                                                    | Charles Josselin                                   |                                                    | Didier Chouat                                      |                                                    | Félix Leyzour                                      |                                                    | Alain Gouriou                                      |
| 1993 | 1993 | 1993 | 1993 | 1993 | 1993 | 1993 | 1993 | 1993 |                                                    | Christian Daniel                                   |                                                    | Charles Josselin                                   |                                                    | Marc Le Fur                                        |                                                    | Daniel Pennec                                      |                                                    | Yvon Bonnot                                        |
| 1988 | 1988 | 1988 | 1988 | 1988 | 1988 | 1988 | 1988 | 1988 |                                                    | Yves Dollo                                         |                                                    | Charles Josselin                                   |                                                    | Didier Chouat                                      |                                                    | Maurice Briand                                     |                                                    | Pierre-Yvon Trémel                                 |
| 1986 | 1986 | 1986 | 1986 | 1986 | 1986 | 1986 | 1986 | 1986 | Scrutin proportionnel plurinominal par département | Scrutin proportionnel plurinominal par département | Scrutin proportionnel plurinominal par département | Scrutin proportionnel plurinominal par département | Scrutin proportionnel plurinominal par département | Scrutin proportionnel plurinominal par département | Scrutin proportionnel plurinominal par département | Scrutin proportionnel plurinominal par département | Scrutin proportionnel plurinominal par département | Scrutin proportionnel plurinominal par département |
| 1981 | 1981 | 1981 | 1981 | 1981 | 1981 | 1981 | 1981 | 1981 |                                                    | Yves Dollo                                         |                                                    | Charles Josselin                                   |                                                    | Didier Chouat                                      |                                                    | Maurice Briand                                     |                                                    | Pierre Jagoret                                     |
| 1978 | 1978 | 1978 | 1978 | 1978 | 1978 | 1978 | 1978 | 1978 |                                                    | Sébastien Couépel                                  |                                                    | René Benoît                                        |                                                    | Marie-Madeleine Dienesch                           |                                                    | François Leizour                                   |                                                    | Pierre Jagoret                                     |
| 1973 | 1973 | 1973 | 1973 | 1973 | 1973 | 1973 | 1973 | 1973 |                                                    | Yves Le Foll                                       |                                                    | Charles Josselin                                   |                                                    | Marie-Madeleine Dienesch                           |                                                    | Édouard Ollivro                                    |                                                    | Pierre Bourdellès                                  |
| 1968 | 1968 | 1968 | 1968 | 1968 | 1968 | 1968 | 1968 | 1968 |                                                    | Arthur Charles                                     |                                                    | René Pleven                                        |                                                    | Marie-Madeleine Dienesch                           |                                                    | Édouard Ollivro                                    |                                                    | Pierre Bourdellès                                  |
| 1967 | 1967 | 1967 | 1967 | 1967 | 1967 | 1967 | 1967 | 1967 |                                                    | Yves Le Foll                                       |                                                    | René Pleven                                        |                                                    | Marie-Madeleine Dienesch                           |                                                    | Édouard Ollivro                                    |                                                    | Pierre Bourdellès                                  |
| 1962 | 1962 | 1962 | 1962 | 1962 | 1962 | 1962 | 1962 | 1962 |                                                    | Robert Richet                                      |                                                    | René Pleven                                        |                                                    | Marie-Madeleine Dienesch                           |                                                    | Alain Le Guen                                      |                                                    | Pierre Bourdellès                                  |
| 1958 | 1958 | 1958 | 1958 | 1958 | 1958 | 1958 | 1958 | 1958 |                                                    | Victor Rault                                       |                                                    | René Pleven                                        |                                                    | Marie-Madeleine Dienesch                           |                                                    | Alain Le Guen                                      |                                                    | Pierre Bourdellès                                  |

### Élections européennes
- Élections européennes de 2024 :

| - Liste Bardella (RN-LAF) - Liste Glucksmann (PS-PP) - Liste Hayer (ENS-UDI) - Liste Aubry (LFI) - Liste Toussaint (LE) | |         |        |
| Liste Étiquette politique (partis et alliances)                                                                         | Liste Étiquette politique (partis et alliances) | Voix    | %      |
| | La France revient ! Avec Jordan Bardella et Marine Le Pen Rassemblement national et L'Avenir français | 76 105  | 28,21  |
| | Réveiller l'Europe Parti socialiste et Place publique | 47 526  | 17,62  |
| | Besoin d'Europe Ensemble et Union des démocrates et indépendants | 44 240  | 16,40  |
| | La droite pour faire entendre la voix de la France en Europe Les Républicains et Les Centristes | 19 144  | 7,10   |
| | La France insoumise - Union populaire La France insoumise, Parti ouvrier indépendant, Révolution écologique pour le vivant, Péyi-A, Pour La Réunion et Gauche écosocialiste                                        | 17 349  | 6,43   |
| | Europe Écologie Les Écologistes – EELV et Alternative alsacienne | 16 737  | 6,20   |
| | La France fière, menée par Marion Maréchal et soutenue par Éric Zemmour Reconquête et Mouvement conservateur | 11 498  | 4,26   |
| | Gauche unie pour le monde du travail soutenue par Fabien Roussel Parti communiste français, Fédération de la gauche républicaine, Parti communiste réunionnais, Parti communiste martiniquais et Humains et dignes | 9 105   | 3,38   |
| | Alliance rurale Résistons | 8 230   | 3,05   |
| | Parti animaliste - Les animaux comptent, votre voix aussi Parti animaliste | 5 335   | 1,98   |
| | Écologie au centre , Égalité Europe Écologie, Régions unies d'Europe, Génération animal, Jeunes Ecqo et La France autrement                                                                                        | 3 399   | 1,26   |
| | Liste Asselineau-Frexit, pour le pouvoir d'achat et pour la paix Union populaire républicaine | 2 477   | 0,92   |
| | L'Europe ça suffit ! Les Patriotes et Via, la voie du peuple | 2 203   | 0,82   |
| | Lutte ouvrière - Le camp des travailleurs Lutte ouvrière et Combat ouvrier | 1 785   | 0,66   |
| | Écologie positive et territoires Écologie positive, Cap21, France Écologie, Le Trèfle - Les nouveaux écologistes, Les Universalistes, 100 % citoyens, Le Mouvement pour les animaux et Parti nationaliste basque   | 1 253   | 0,46   |
| | Europe Territoires Écologie Parti radical de gauche, Régions et peuples solidaires, Volt France, Mouvement des progressistes, Mouvement des citoyens et Collectif des sociaux-démocrates réformateurs              | 975     | 0,36   |
| | Équinoxe : écologie pratique et renouveau démocratique Équinoxe | 764     | 0,28   |
| | Pour un monde sans frontières ni patrons, urgence révolution ! Nouveau Parti anticapitaliste – Révolutionnaires | 533     | 0,20   |
| | « Pour le pain, la paix, la liberté ! » présentée par le Parti des travailleurs Parti des travailleurs | 216     | 0,08   |
| | Espéranto langue commune Europe Démocratie Espéranto | 213     | 0,08   |
| | Parti pirate | 151     | 0,06   |
| | Défendre les enfants Droits du parent et de l'enfant | 79      | 0,03   |
| | Forteresse Europe - Liste d'unité nationaliste Les Nationalistes | 54      | 0,02   |
| | France libre Extrême droite | 50      | 0,02   |
| | Free Palestine Union des démocrates musulmans français | 49      | 0,02   |
| | Nous le peuple République souveraine et L'Appel au peuple | 48      | 0,02   |
| | Pour une autre Europe Fédération citoyenne | 48      | 0,02   |
| | Changer l'Europe Nouvelle Donne et Allons enfants | 39      | 0,1    |
| | Paix et Décroissance Écologiste, Objecteurs de croissance, Brouette et Décroissance Élections | 34      | 0,01   |
| | La ruche citoyenne La Ruche citoyenne | 34      | 0,01   |
| | Non à l'UE et à l'OTAN, communistes pour la paix et le progrès social Association nationale des communistes | 30      | 0,01   |
| | Pour une humanité souveraine Changement citoyen | 24      | 0,01   |
| | Pour une démocratie réelle : décidons nous-mêmes ! Décidons nous-mêmes ! | 13      | 0,00   |
| | Liberté démocratique française et Nouvelle émergence patriotique | 10      | 0,00   |
| | Parti révolutionnaire Communistes | 10      | 0,00   |
| | PACE - Parti des citoyens européens, pour l'armée européenne, pour l'Europe sociale, pour la planète ! Parti des citoyens européens et La France a des Elles                                                       | 8       | 0,00   |
| | Démocratie représentative | 3       | 0,00   |
| | Non ! Prenons-nous en mains Rester libre | 3       | 0,00   |
| | |         |        |
| Inscrits | Inscrits | 474 528 | 100,00 |
| Abstentions | Abstentions | 194 470 | 40,98  |
| Votants | Votants | 280 058 | 59,02  |
| Blancs | Blancs | 4 191   | 1,50   |
| Nuls | Nuls | 6 093   | 2,18   |
| Exprimés | Exprimés | 269 774 | 96,33  |
| Source : Ministère de l'Intérieur - Côtes-d'Armor                                                                       | |         |        |

- Élections européennes de 2019 :

| - Liste Loiseau (LREM, Maj.prés.) - Liste Bardella (RN) - Liste Jadot (EELV-R&PS) - Liste Bellamy (LR-LC) | |         |        |
| Liste Étiquette politique (partis et alliances)                                                           | Liste Étiquette politique (partis et alliances) | Voix    | %      |
| | Renaissance soutenue par La République en marche, le MoDem et ses partenaires La République en marche, Mouvement démocrate, Agir, Mouvement radical, Union des démocrates et des écologistes et Alliance centriste | 59 525  | 24,21  |
| | Prenez le pouvoir, liste soutenue par Marine Le Pen Rassemblement national | 46 874  | 19,06  |
| | Europe Écologie Europe Écologie Les Verts, Alliance écologiste indépendante et Régions et peuples solidaires | 35 297  | 14,36  |
| | Envie d'Europe écologique et sociale Parti socialiste, Place publique, Nouvelle Donne et Parti radical de gauche                                                                                                   | 17 603  | 7,16   |
| | Union de la droite et du centre Les Républicains, Les Centristes et Chasse, pêche, nature et traditions | 20 423  | 8,31   |
| | La France insoumise La France insoumise, Parti de gauche, Gauche républicaine et socialiste et Mouvement républicain et citoyen                                                                                    | 15 321  | 6,23   |
| | Liste citoyenne du Printemps européen avec Benoît Hamon soutenue par Génération.s et DéME-DiEM25 Génération.s | 12 563  | 5,11   |
| | Le courage de défendre les Français avec Nicolas Dupont-Aignan. Debout la France ! – CNIP Debout la France et Centre national des indépendants et paysans                                                          | 7 855   | 3,19   |
| | Pour l'Europe des gens, contre l'Europe de l'argent Parti communiste français et République et socialisme | 7 569   | 3,08   |
| | Les Européens Union des démocrates et indépendants, Force européenne démocrate et La Gauche moderne | 5 269   | 2,14   |
| | Urgence écologie Génération écologie, Mouvement écologiste indépendant, Mouvement des progressistes et Union des démocrates et des écologistes                                                                     | 4 487   | 1,82   |
| | Parti animaliste Parti animaliste | 4 239   | 1,72   |
| | Lutte ouvrière – contre le grand capital, le camp des travailleurs Lutte ouvrière | 2 524   | 1,03   |
| | Ensemble pour le Frexit Union populaire républicaine | 2 190   | 0,89   |
| | Alliance jaune, la révolte par le vote Sans étiquette | 1 275   | 0,52   |
| | Ensemble Patriotes et Gilets jaunes : pour la France, sortons de l'Union européenne ! Les Patriotes | 852     | 0,35   |
| | Les oubliés de l'Europe – artisans, commerçants, professions libérales et indépendants – ACPLI Coordination nationale des indépendants                                                                             | 708     | 0,29   |
| | Parti fédéraliste européen – Pour une Europe qui protège ses citoyens Parti fédéraliste européen | 357     | 0,15   |
| | Espéranto – langue commune équitable pour l'Europe Europe Démocratie Espéranto | 229     | 0,09   |
| | Parti pirate Parti pirate | 167     | 0,07   |
| | Décroissance 2019 Parti pour la décroissance | 144     | 0,06   |
| | Mouvement pour l'initiative citoyenne Mouvement pour l'initiative citoyenne | 75      | 0,03   |
| | Liste de la reconquête Dissidence française | 64      | 0,03   |
| | Allons enfants Allons enfants, le parti de la jeunesse | 59      | 0,02   |
| | Démocratie représentative La révolution est en marche | 43      | 0,02   |
| | PACE – Parti des citoyens européens Parti des citoyens européens | 41      | 0,02   |
| | Une France royale au cœur de l'Europe Alliance royale | 32      | 0,01   |
| | Évolution citoyenne Sans étiquette | 22      | 0,01   |
| | À voix égales Sans étiquette | 21      | 0,01   |
| | La ligne claire Parti de l'in-nocence et Souveraineté, identité et libertés | 17      | 0,01   |
| | Parti révolutionnaire Communistes Parti révolutionnaire Communistes | 15      | 0,01   |
| | Neutre et actif Sans étiquette | 11      | 0,00   |
| | Union démocratique pour la liberté, égalité, fraternité (UDLEF) Union démocratique pour la liberté, égalité, fraternité                                                                                            | 8       | 0,00   |
| | Union pour une Europe au service des peuples Union des démocrates musulmans français | 7       | 0,00   |
| | |         |        |
| Inscrits                                                                                                  | Inscrits | 455 125 | 100,00 |
| Abstentions                                                                                               | Abstentions | 194 988 | 42,84  |
| Votants                                                                                                   | Votants | 260 137 | 57,16  |
| Blancs | Blancs | 6 785   | 2,61   |
| Nuls | Nuls | 7 466   | 2,87   |
| Exprimés                                                                                                  | Exprimés | 245 886 | 94,52  |
| Source : Ministère de l'Intérieur - Côtes-d'Armor                                                         | |         |        |

### Élections régionales
- Élections régionales de 2021 :

| Liste       | Liste                                                                                              | Tête de liste          | Premier tour | Premier tour | Second tour | Second tour | Sièges (17) | Sièges (17) |
| Liste       | Liste                                                                                              | Tête de liste          | Voix         | %            | Voix        | %           | #           | %           |
| ----------- | -------------------------------------------------------------------------------------------------- | ---------------------- | ------------ | ------------ | ----------- | ----------- | ----------- | ----------- |
|             | Parti socialiste - PRG - PCF - MR - CÉ - PLB - AE La Bretagne avec Loïg                            | Fanny Chappé           | 35 790       | 20,88        | 53 805      | 30,66       | 8           | 47,06       |
|             | Écologiste Bretagne ma vie                                                                         | Arnaud Toudic          | 10 129       | 5,91         | 53 805      | 30,66       | 8           | 47,06       |
|             | Les Républicains - SL - LC - LMR -BE - EAB Hissons haut la Bretagne                                | Marc Le Fur            | 28 431       | 16,59        | 38 529      | 21,95       | 3           | 17,65       |
|             | Europe Écologie Les Verts - UDB - GÉ - ND - BÉ - G·s - LRDG - ESNT Bretagne d'avenir               | Valérie Tabart         | 21 574       | 12,59        | 30 740      | 17,51       | 2           | 11,76       |
|             | La République en marche - TdP - MoDem - UDI - Agir - Volt Nous la Bretagne avec Thierry Burlot     | Olivier Allain         | 30 318       | 17,69        | 29 514      | 16,82       | 2           | 11,76       |
|             | Rassemblement national - LDP - PL - LAF Une Bretagne forte, soutenue par le Rassemblement national | Gérard de Mellon       | 24 009       | 14,01        | 22 920      | 13,06       | 2           | 11,76       |
|             | La France insoumise - PG - GRS Bretagne insoumise                                                  | Gilles Monsillon       | 9 838        | 5,74         |             |             |             |             |
|             | Lutte ouvrière Lutte ouvrière - Faire entendre le camp des travailleurs                            | Martial Collet         | 4 704        | 2,74         |             |             |             |             |
|             | Parti breton Bretagne responsable                                                                  | Joannic Martin         | 3 170        | 1,85         |             |             |             |             |
|             | Debout la France Debout la Bretagne, debout la France !                                            | Marie-Thérèse Lefeuvre | 2 321        | 1,35         |             |             |             |             |
|             | Sans étiquette Un nôtre monde                                                                      | Sylvie Marc            | 838          | 0,49         |             |             |             |             |
|             | Volontaires pour la France - RN diss. La Bretagne en héritage                                      | Jean-Pierre Dœuff      | 188          | 0,11         |             |             |             |             |
|             | Union des démocrates musulmans français Tous unis contre l'islamophobie, agir pour ne pas subir    | Sofia Ben Lahcen       | 100          | 0,06         |             |             |             |             |
|             | |                        |              |              |             |             |             |             |
| Inscrits    | Inscrits                                                                                           | Inscrits               | 460 926      | 100,00       | 460 999     | 100,00      |             |             |
| Abstentions | Abstentions                                                                                        | Abstentions            | 280 272      | 60,81        | 275 902     | 59,85       |             |             |
| Votants     | Votants                                                                                            | Votants                | 180 654      | 39,19        | 185 097     | 40,15       |             |             |
| Blancs      | Blancs                                                                                             | Blancs                 | 5 272        | 2,92         | 4 462       | 2,41        |             |             |
| Nuls        | Nuls                                                                                               | Nuls                   | 3 972        | 2,20         | 5 127       | 2,77        |             |             |
| Exprimés    | Exprimés                                                                                           | Exprimés               | 171 410      | 94,88        | 175 508     | 94,82       |             |             |

- Élections régionales de 2015 :

| Liste       | Liste                                                                        | Tête de liste            | Premier tour | Premier tour | Second tour | Second tour | Sièges (16) | Sièges (16) |
| Liste       | Liste                                                                        | Tête de liste            | Voix         | %            | Voix        | %           | #           | %           |
| ----------- | ---------------------------------------------------------------------------- | ------------------------ | ------------ | ------------ | ----------- | ----------- | ----------- | ----------- |
|             | Parti socialiste - PCF - PRG - DVG - ECO La Bretagne avec Jean-Yves Le Drian | Corinne Erhel            | 80 061       | 33,42        | 129 154     | 49,87       | 10          | 62,50       |
|             | Les Républicains - UDI - MoDem Le choix de la Bretagne                       | Marc Le Fur              | 63 554       | 26,53        | 83 137      | 32,10       | 4           | 25,00       |
|             | Front national Protégeons la Bretagne                                        | Gérard de Mellon         | 41 950       | 17,51        | 46 678      | 18,02       | 2           | 12,50       |
|             | Union démocratique bretonne - MBP Oui la Bretagne                            | Andrée Kerleguer-Viougea | 15 911       | 6,64         |             |             |             |             |
|             | Europe Écologie Les Verts - BÉ Une autre voie pour la Bretagne               | René Louail              | 15 215       | 6,35         |             |             |             |             |
|             | Front de gauche Pour une Bretagne sociale et écologique : l'humain d'abord   | Xavier Compain           | 9 728        | 4,06         |             |             |             |             |
|             | Debout la France Debout la Bretagne                                          | Jean-Jacques Foucher     | 5 374        | 2,24         |             |             |             |             |
|             | Lutte ouvrière Faire entendre le camp des travailleurs                       | Martial Collet           | 3 516        | 1,47         |             |             |             |             |
|             | Breizhistance Bretagne en luttes                                             | Yohann Colas             | 1 662        | 0,69         |             |             |             |             |
|             | Union populaire républicaine L'Union populaire et républicaine               | Nathan Malissen          | 1 443        | 0,60         |             |             |             |             |
|             | Parti breton - Indép. Notre chance, l'indépendance                           | Yves Pelle               | 1 161        | 0,48         |             |             |             |             |
|             |                                                                              |                          |              |              |             |             |             |             |
| Inscrits    | Inscrits                                                                     | Inscrits                 | 453 977      | 100,00       | 453 933     | 100,00      |             |             |
| Abstentions | Abstentions                                                                  | Abstentions              | 204 449      | 45,04        | 179 763     | 39,60       |             |             |
| Votants     | Votants                                                                      | Votants                  | 249 528      | 54,96        | 274 170     | 60,40       |             |             |
| Blancs      | Blancs                                                                       | Blancs                   | 5 129        | 2,06         | 8 158       | 2,98        |             |             |
| Nuls        | Nuls                                                                         | Nuls                     | 4 824        | 1,93         | 7 043       | 2,57        |             |             |
| Exprimés    | Exprimés                                                                     | Exprimés                 | 239 575      | 96,01        | 258 969     | 94,46       |             |             |

- Conseillers régionaux élus
  - Union de la gauche (10) :
Corinne Erhel[N 44] (PS) - Gérard Lahellec[N 45] (PCF) - Georgette Bréard (PS) - Olivier Allain[N 46] (PS) - Gaëlle Nique (PS) - Thierry Burlot[N 46] (PS) - Sylvie Argat-Bouriot (PRG) - Dominique Ramard (ÉCO) - Gaby Cadiou (DVG) - Philippe Hercouët (PS)
  - Union de la droite et du centre (4) :
Marc Le Fur (LR) - Sylvie Guignard (UDI) - Stéphane de Sallier Dupin (LR) - Martine Tison (LR)
  - Front national (2) :
Gérard de Mellon - Catherine Blein

- Élections régionales de 2010 :

| Liste          | Liste | Tête de liste       | Premier tour | Premier tour | Second tour | Second tour | Sièges (17) | Sièges (17) |
| Liste          | Liste | Tête de liste       | Voix         | %            | Voix        | %           | #           | %           |
| -------------- | --- | ------------------- | ------------ | ------------ | ----------- | ----------- | ----------- | ----------- |
|                | Parti socialiste - Parti communiste français - Bretagne Écologie La Bretagne solidaire, créative et responsable avec Jean-Yves Le Drian     | Thierry Burlot      | 84 226       | 37,83        | 128 903     | 52,90       | 11          | 64,71       |
|                | Majorité présidentielle (UMP - NC - AC - LGM - MPF) Ensemble, dessinons la Bretagne                                                         | Sylvie Guignard     | 44 054       | 19,78        | 72 844      | 29,89       | 4           | 23,53       |
|                | Europe Écologie (Les Verts - UDB - PRG) Europe écologie Bretagne                                                                            | Mona Bras           | 25 617       | 11,50        | 41 927      | 17,21       | 2           | 11,76       |
|                | Mouvement démocrate Bretagne au centre | Bruno Joncour       | 20 743       | 9,32         |             |             |             |             |
|                | Front national Bretagne Le Pen 2010 | Pierre-Marie Launay | 13 093       | 5,88         |             |             |             |             |
|                | Régionalistes (PB - AEI - MGA - DVG) Nous te ferons Bretagne                                                                                | Jean-Yves Callac    | 9 731        | 4,37         |             |             |             |             |
|                | Parti communiste français diss. - Parti de gauche (FASE - GU - DVG) Ensemble pour une Bretagne à gauche, solidaire, écologique et citoyenne | Régine Mary         | 7 528        | 3,38         |             |             |             |             |
|                | Nouveau Parti anticapitaliste (AdOC - MOC - MPG) Vraiment à gauche ! Liste unitaire anticapitaliste et pour une écologie radicale           | Xavier Courtray     | 6 477        | 2,91         |             |             |             |             |
|                | Divers agrarisme Terres de Bretagne | Patrick Joyeux      | 5 973        | 2,68         |             |             |             |             |
|                | Lutte ouvrière Liste Lutte ouvrière soutenue par Arlette Laguiller                                                                          | Martial Collet      | 3 392        | 1,52         |             |             |             |             |
|                | Solidarité et progrès Bretagne, phare du nouveau monde                                                                                      | Julien Petit        | 1 832        | 0,82         |             |             |             |             |
|                | |                     |              |              |             |             |             |             |
| Inscrits       | Inscrits | Inscrits            | 446 256      | 100,00       | 446 308     | 100,00      |             |             |
| Abstention     | Abstention | Abstention          | 215 186      | 48,22        | 192 353     | 43,10       |             |             |
| Votants        | Votants | Votants             | 231 070      | 51,78        | 253 955     | 56,90       |             |             |
| Blancs et nuls | Blancs et nuls | Blancs et nuls      | 8 405        | 3,64         | 10 281      | 4,05        |             |             |
| Exprimés       | Exprimés | Exprimés            | 222 665      | 96,36        | 243 674     | 95,95       |             |             |

- Conseillers régionaux élus
  - Parti socialiste - Parti communiste français - Bretagne Écologie (11) :
Thierry Burlot (PS) - Georgette Bréard (PS) - Gérard Lahellec (PCF) - Hélène Coz (PS) - Michel Morin (PS) - Gaëlle Nique (PS) - Thierry Meuriot[N 47] (DVG) - Josiane Corbic (PCF) - Christian Marquet (PS) - Jacqueline Chevé[N 48] (PS) - Dominique Ramard (BÉ)
  - Majorité présidentielle (4) :
Sylvie Guignard (NC) - Stéphane de Sallier Dupin (PCD) - Valérie Garcia (UMP) - Hervé Guélou (UMP)
  - Europe écologie (2) :
	Mona Bras (UDB) - René Louail (DVG)

- Élections régionales de 2004 :

| Liste    | Liste | Tête de liste       | Premier tour | Premier tour | Second tour | Second tour | Sièges (18) | Sièges (18) |
| Liste    | Liste | Tête de liste       | Voix         | %            | Voix        | %           | #           | %           |
| -------- | --- | ------------------- | ------------ | ------------ | ----------- | ----------- | ----------- | ----------- |
|          | Parti socialiste - Parti communiste français - Parti radical de gauche Bretagne à gauche, Bretagne pour tous                       | Michel Morin        | 111 311      | 40,50        | 181 591     | 62,20       | 13          | 72,22       |
|          | Les Verts - Union démocratique bretonne Bretagne verte, unie et solidaire                                                          | Michel Balbot       | 26 810       | 9,78         | 181 591     | 62,20       | 13          | 72,22       |
|          | Union pour un mouvement populaire Faire gagner la Bretagne                                                                         | Mireille Dubois     | 53 036       | 19,30        | 110 346     | 37,80       | 5           | 27,88       |
|          | Union pour la démocratie française La Bretagne pour passion                                                                        | Bruno Joncour       | 41 409       | 15,07        | 110 346     | 37,80       | 5           | 27,88       |
|          | Front national Liste Front national pour la Bretagne présentée par Jean-Marie Le Pen                                               | Pierre-Marie Launay | 23 561       | 8,57         |             |             |             |             |
|          | Ligue communiste révolutionnaire - Lutte ouvrière LCR - LO, liste soutenue par Olivier Besancenot et Arlette Laguillier            | Martial Collet      | 13 796       | 5,02         |             |             |             |             |
|          | Mouvement national républicain Islamisation, impôts, délinquance, injustices ça ne peut plus durer ! La vraie droite en Bretagne ! | Monique Robert      | 4 820        | 1,75         |             |             |             |             |
|          | |                     |              |              |             |             |             |             |
| Inscrits | Inscrits | Inscrits            | 432 154      | 100,00       | 431 814     | 100,00      |             |             |
| Votants  | Votants | Votants             | 288 425      | 66,74        | 306 272     | 70,93       |             |             |
| Exprimés | Exprimés | Exprimés            | 274 823      | 95,28        | 291 937     | 95,32       |             |             |

- Conseillers régionaux élus
  - Union de la gauche (13) :
Michel Morin (PS) - Georgette Bréard (PS) - Gérard Lahellec (PCF) - Corinne Erhel (PS) - Michel Balbot (Les Verts) - Jacqueline Chevé (PS) - Didier Morel[N 49] (PS) - Josiane Corbic (PCF) - Thierry Burlot (PS) - Mona Bras (UDB) - Didier Le Buhan (PS) - Isabelle Métayer (Les Verts) - Thierry Troël (PS)
  - Union de la droite et du centre (5) :
Bruno Joncour (UDF) - Mireille Dubois (UMP) - Jean Hélias (UMP) - Anne-Marie Crolais (DVD) - Jacques Saleun[N 50] (UMP)

- Élections régionales de 1998 :

| Liste    | Liste                                                                                           | Tête de liste       | Voix    | %      | Sièges (16) | Sièges (16) |
| Liste    | Liste                                                                                           | Tête de liste       | Voix    | %      | #           | %           |
| -------- | ----------------------------------------------------------------------------------------------- | ------------------- | ------- | ------ | ----------- | ----------- |
|          | Parti socialiste - Parti communiste français - Les Verts Bretagne nouveau cap - Breizh war raog | Marie-Reine Tillon  | 95 480  | 37,75  | 7           | 43,75       |
|          | Union pour la démocratie française - Rassemblement pour la République                           | Yvon Bonnot         | 85 832  | 33,94  | 6           | 37,50       |
|          | Front national Votre sécurité et les Français d'abord                                           | Jean-Luc de Trogoff | 18 300  | 7,24   | 1           | 6,25        |
|          | Lutte ouvrière Liste Lutte ouvrière soutenue par Arlette Laguiller                              | Martial Collet      | 13 017  | 5,15   | 1           | 6,25        |
|          | Chasse, pêche, nature et traditions Liste Chasse, pêche nature et tradition                     | Gabriel Lopez       | 12 894  | 5,10   | 1           | 6,25        |
|          | Union démocratique bretonne Faisons ensemble la Bretagne                                        | Robert Pédron       | 10 329  | 4,08   |             |             |
|          | Génération écologie                                                                             | Yvette Minel        | 9 759   | 3,86   |             |             |
|          | Vote blanc Blanc c'est exprimé                                                                  | Gérard Gautier      | 7 318   | 2,89   |             |             |
|          |                                                                                                 |                     |         |        |             |             |
| Inscrits | Inscrits                                                                                        | Inscrits            | 422 597 | 100,00 |             |             |
| Votants  | Votants                                                                                         | Votants             | 264 575 | 62,61  |             |             |
| Exprimés | Exprimés                                                                                        | Exprimés            | 252 929 | 95,60  |             |             |

- Conseillers régionaux élus
  - Parti socialiste - Parti communiste français - Les Verts (7) :
Marie-Reine Tillon (PS) - Michel Brémont (PS) - Gérard Lahellec (PCF) - Michel Balbot (Les Verts) - Michel Morin (PS) - Marie-Renée Oget (PS) - Josiane Corbic (PCF)
  - Union pour la démocratie française - Rassemblement pour la République (6) :
Yvon Bonnot (UDF-FD) - Jean Hélias (RPR) - Bruno Joncour (UDF) - Daniel Pennec (RPR) - Marc Le Fur (RPR) - Jean-Yves Le Bas (UDF)
  - Front national (1) :
Jean-Luc de Trogoff
  - Lutte ouvrière (1) :
Martial Collet
  - Chasse, pêche, nature et traditions (1) :
Gabriel Lopez

- Élections régionales de 1992 :

| Liste    | Liste                                                                      | Tête de liste    | Voix    | %      | Sièges (16) |
| -------- | -------------------------------------------------------------------------- | ---------------- | ------- | ------ | ----------- |
|          | Union pour la France (UDF - RPR) Union pour la Bretagne                    | Yvon Bonnot      | 83 685  | 29,25  | 6           |
|          | Parti socialiste La Bretagne, une volonté                                  | Yves Dollo       | 62 254  | 21,76  | 4           |
|          | Parti communiste français Liste présentée par le Parti communiste français | Édouard Quemper  | 30 084  | 10,51  | 2           |
|          | Génération écologie Liste Génération Écologie                              | Jean Sanquer     | 24 253  | 8,47   | 1           |
|          | Front national Les Français d'abord                                        | Raymond Blanc    | 21 171  | 7,40   | 1           |
|          | Les Verts Les Verts Bretagne                                               | Michel Balbot    | 17 093  | 5,97   | 1           |
|          | Vote blanc Blanc, c'est exprimé                                            | Gérard Gautier   | 14 681  | 5,13   | 1           |
|          | Centre national des indépendants Indépendants libéraux de progrès          | Louis Marteil    | 10 054  | 3,51   |             |
|          | Régionaliste Unis pour les Côtes-d'Armor et la région                      | Jean-Louis Lemée | 6 491   | 2,26   |             |
|          | Apparenté Union démocratique bretonne Peuple breton, peuple d'Europe       | Henri Gourmelen  | 6 381   | 2,23   |             |
|          | Lutte ouvrière Liste Lutte ouvrière                                        | Martial Collet   | 5 322   | 1,86   |             |
|          | Rassemblement pour la République diss. Les Régionales autrement            | Francis Reynès   | 4 550   | 1,59   |             |
|          |                                                                            |                  |         |        |             |
| Inscrits | Inscrits                                                                   |                  | 414 360 | 100,00 |             |
| Votants  | Votants                                                                    |                  | 300 328 | 72,48  |             |
| Exprimés | Exprimés                                                                   |                  | 286 019 | 69,03  |             |

- Conseillers régionaux élus
  - Union pour la démocratie française - Rassemblement pour la République (6) :
Yvon Bonnot (UDF) - Jean Hélias (RPR) - Bernard Sohier (UDF) - Daniel Pennec (RPR) - Bruno Joncour (UDF) - Yves Nédélec (RPR)
  - Parti socialiste (4) :
Yves Dollo - Alain Gouriou - Jean Gaubert - Maryvonne Gerretsen
  - Parti communiste français (2) :
Édouard Quemper - Christian Le Verge
  - Génération écologie (1) :
Jean Sanquer
  - Front national (1) :
Raymond Blanc
  - Les Verts (1) :
Michel Balbot
  - Vote blanc (1) :
Gérard Gautier

- Élections régionales de 1986 :

| Liste    | Liste | Tête de liste    | Voix    | %      | Sièges (16) |
| -------- | --- | ---------------- | ------- | ------ | ----------- |
|          | Parti socialiste Pour une majorité de progrès avec le Président de la République                                       | Yves Dollo       | 113 266 | 35,04  | 6           |
|          | Union pour la démocratie française Union départementale de l'opposition                                                | René Benoît      | 91 448  | 28,29  | 5           |
|          | Rassemblement pour la République - Centre national des indépendants et paysans Union de l'opposition pour le renouveau | Aimé Belz        | 51 127  | 15,81  | 3           |
|          | Parti communiste français Liste présentée par le Parti communiste français                                             | Félix Leyzour    | 40 231  | 12,44  | 2           |
|          | Front national Liste de Rassemblement National                                                                         | Pierre d'Herbais | 12 590  | 3,89   |             |
|          | Union démocratique bretonne - Parti socialiste unifié Vivre et décider en Bretagne                                     | Herri Gourmelen  | 7 729   | 2,38   |             |
|          | Lutte ouvrière Liste Lutte ouvrière                                                                                    | Martial Collet   | 6 848   | 2,11   |             |
|          | |                  |         |        |             |
| Inscrits | Inscrits |                  | 409 958 | 100,00 |             |
| Votants  | Votants |                  | 341 638 | 83,33  |             |
| Exprimés | Exprimés |                  | 323 582 | 94,71  |             |

- Conseillers régionaux élus
  - Parti socialiste (6) : 
Yves Dollo - Maurice Briand - Pierre-Yvon Trémel - Claude Saunier - Simone Darcel - Jean Gaubert
  - Union pour la démocratie française (5) : 
René Benoît - Yvon Bonnot - Yves Nédélec - Bernard Sohier - Bruno Joncour
  - Rassemblement pour la République (3) : 
Aimé Belz - Jean Hélias - Louis Arcelin
  - Parti communiste français (2) : 
Félix Leyzour - Jacques Coignard

### Élections cantonales et départementales
|                                      |       |       |      |                                 |
| Président du conseil départemental   |       |       |      |                                 |
| Christian Coail (PS)                 |       |       |      |                                 |
| Parti                                | Sigle | Sigle | Élus | Groupes                         |
| Majorité (38 sièges)                 |       |       |      |                                 |
| Parti communiste français            |       | PCF   | 2    | Gauche sociale et écologiste    |
| Génération.s                         |       | G.s   | 1    | Gauche sociale et écologiste    |
| Parti socialiste                     |       | PS    | 17   | Gauche sociale et écologiste    |
| Divers gauche                        |       | DVG   | 15   | Gauche sociale et écologiste    |
| Les Écologistes                      |       | LÉ    | 3    | Gauche sociale et écologiste    |
| Opposition (16 sièges)               |       |       |      |                                 |
| Union des démocrates et indépendants |       | UDI   | 3    | Union du centre et de la droite |
| Divers droite                        |       | DVD   | 8    | Union du centre et de la droite |
| Les Républicains                     |       | LR    | 5    | Union du centre et de la droite |

### Élections municipales
| Commune               | Parti (2020) | Parti (2014) | Parti (2008) | Parti (2001) | Parti (1995) | Parti (1989) | Parti (1983) | Parti (1977) |
| --------------------- | ------------ | ------------ | ------------ | ------------ | ------------ | ------------ | ------------ | ------------ |
| Binic-Étables-sur-Mer | DVG          | PS           |              |              |              |              |              |              |
| Dinan                 | UDI          | UDI          | UMP          | DL           | UDF          | UDF          | UDF          | RPR          |
| Guingamp              | PS           | PS           | PS           | PS           | PS           | RPR          | PS           | PCF          |
| Lamballe-Armor        | PS           | PS           |              |              |              |              |              |              |
| Langueux              | UDI          | PS           | PS           | PS           | PS           | PS           | DVD          | PS           |
| Lannion               | PS           | PS           | PS           | PS           | PS           | PS           | RPR          | PS           |
| Le Mené               | DVG          | PS           |              |              |              |              |              |              |
| Loudéac               | RE           | DVD          | DVD          | DVD          | PS           | PS           | DVD          | DVD          |
| Paimpol               | PS           | UDI          | MoDem        | UDF          | PS           | PS           | PS           | PS           |
| Perros-Guirec         | DVD          | DVD          | DVD          | UDF          | UDF          | UDF          | UDF          | Centriste    |
| Plédran               | DVD          | DVD          | PS           | PS           | RPR          | RPR          | PCF          | PCF          |
| Plérin                | PS           | PS           | PS           | UDF          | UDF          | UDF          | PCF          | PCF          |
| Ploufragan            | PCF          | PCF          | PCF          | PCF          | PCF          | PCF          | PCF          | PCF          |
| Ploumagoar            | DVG          | DVG          | DVG          | DVG          | PCF          | PCF          | PCF          | PS           |
| Pordic                | DVD          | DVD          | PS           | DVD          | DVG          | DVD          | DVD          | SE           |
| Saint-Brieuc          | PP           | MoDem        | MoDem        | UDF          | PS           | PS           | PS           | PS           |
| Trégueux              | DVG          | DVG          | PS           | PS           | PS           | DVG          | DVG          | DVG          |
| Yffiniac              | PS           | PS           | PS           | PS           | PS           | PS           | RPR          | RPR          |

### Référendums
Référendum sur le traité établissant une constitution pour l'Europe
29 mai 2005
| NON 166 991 (53,28 %) |  |  | OUI 146 445 (46,72 %) |
| ▲                     |  |  |                       |

Référendum sur le quinquennat présidentiel
24 septembre 2000
| OUI 91 600 (78,61 %) |  |  | NON 24 926 (21,39 %) |
| ▲                    |  |  |                      |

Référendum sur le traité de Maastricht
20 septembre 1992
| OUI 176 140 (60,20 %) |  |  | NON 116 467 (39,80 %) |
| ▲                     |  |  |                       |

Référendum sur la réforme du Sénat et la régionalisation
27 avril 1969
| NON 135 673 (50,72 %) |  |  | OUI 131 828 (49,28 %) |
| ▲                     |  |  |                       |

Référendum sur la constitution de la Ve République
28 septembre 1958
| OUI 217 917 (78,54 %) |  |  | NON 59 545 (21,46 %) |
| ▲                     |  |  |                      |

Plébiscite national sur le rétablissement de l'Empire
21 et 22 novembre 1852
| OUI 116 947 (99,07 %) |  |  | NON 1 101 (0,93 %) |
| ▲                     |  |  |                    |

Plébiscite national ratifiant le coup d'État du 2 décembre 1851
20 et 21 décembre 1851
| OUI 109 073 (97,46 %) |  |  | NON 2 841 (2,54 %) |
| ▲                     |  |  |                    |